# Biserica reformată din Teleac

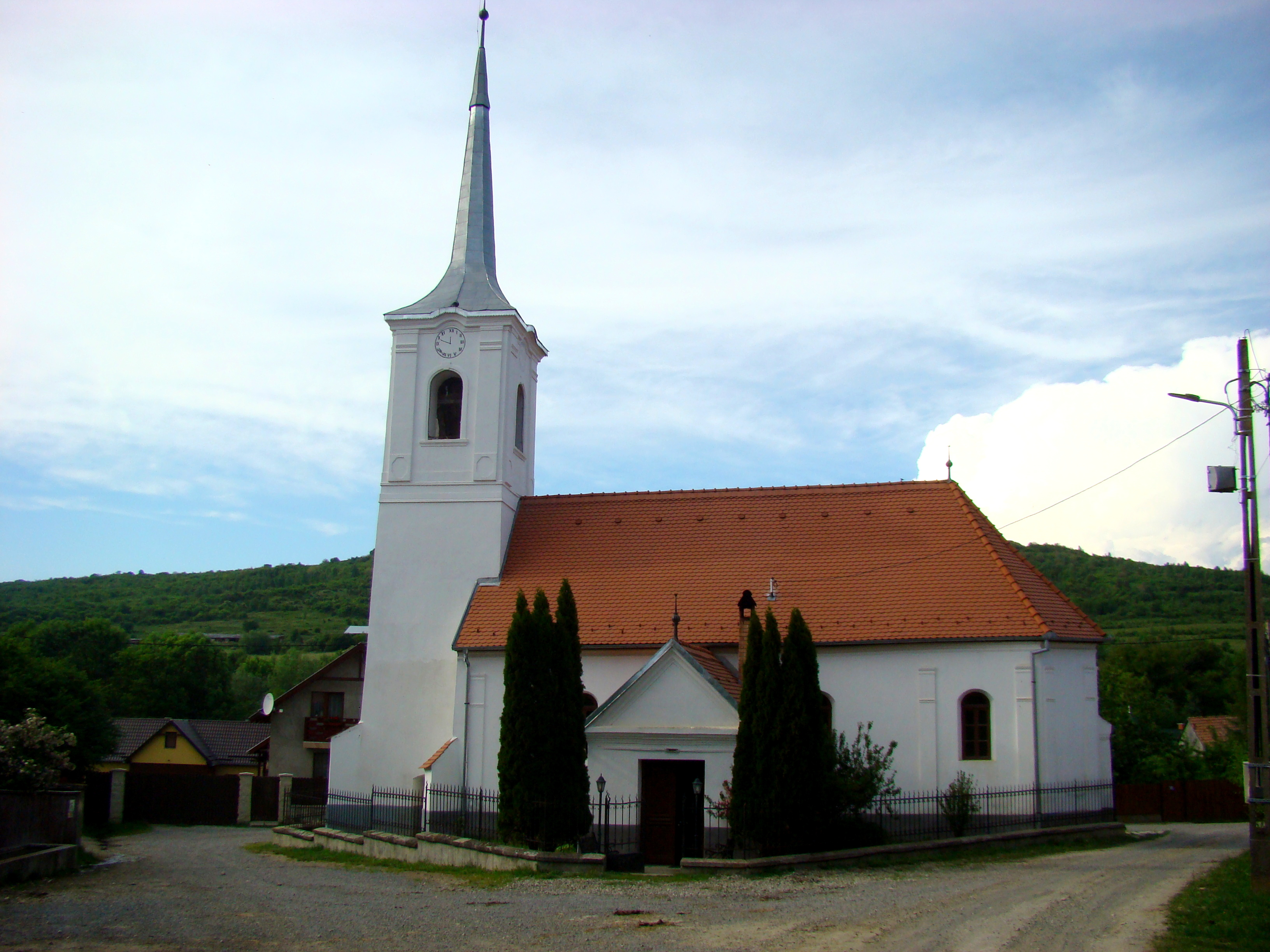
Biserica reformată din Teleac (iunie 2022)

Biserica reformată din  Teleac este un lăcaș de cult aflat pe teritoriul satului Teleac, comuna Feliceni, județul Harghita. Are o vechime de peste 200 de ani.

## Localitatea
Teleac (în maghiară Telekfalva) este un sat în comuna Feliceni din județul Harghita, Transilvania, România. Satul Teleac este atestat documentar în anul 1566, cu denumirea Telekfalwa.

## Biserica
Biserica actuală a fost ridicată între anii 1804-1816, fiind o reconstrucție a bisericii medievale, distrusă de cutremurul catastrofal din anul 1802. Păstrează piese de mobilier valoroase: coroana amvonului, Masa Domnului, tavanul casetat, stranele pictate.

## Imagini din exterior

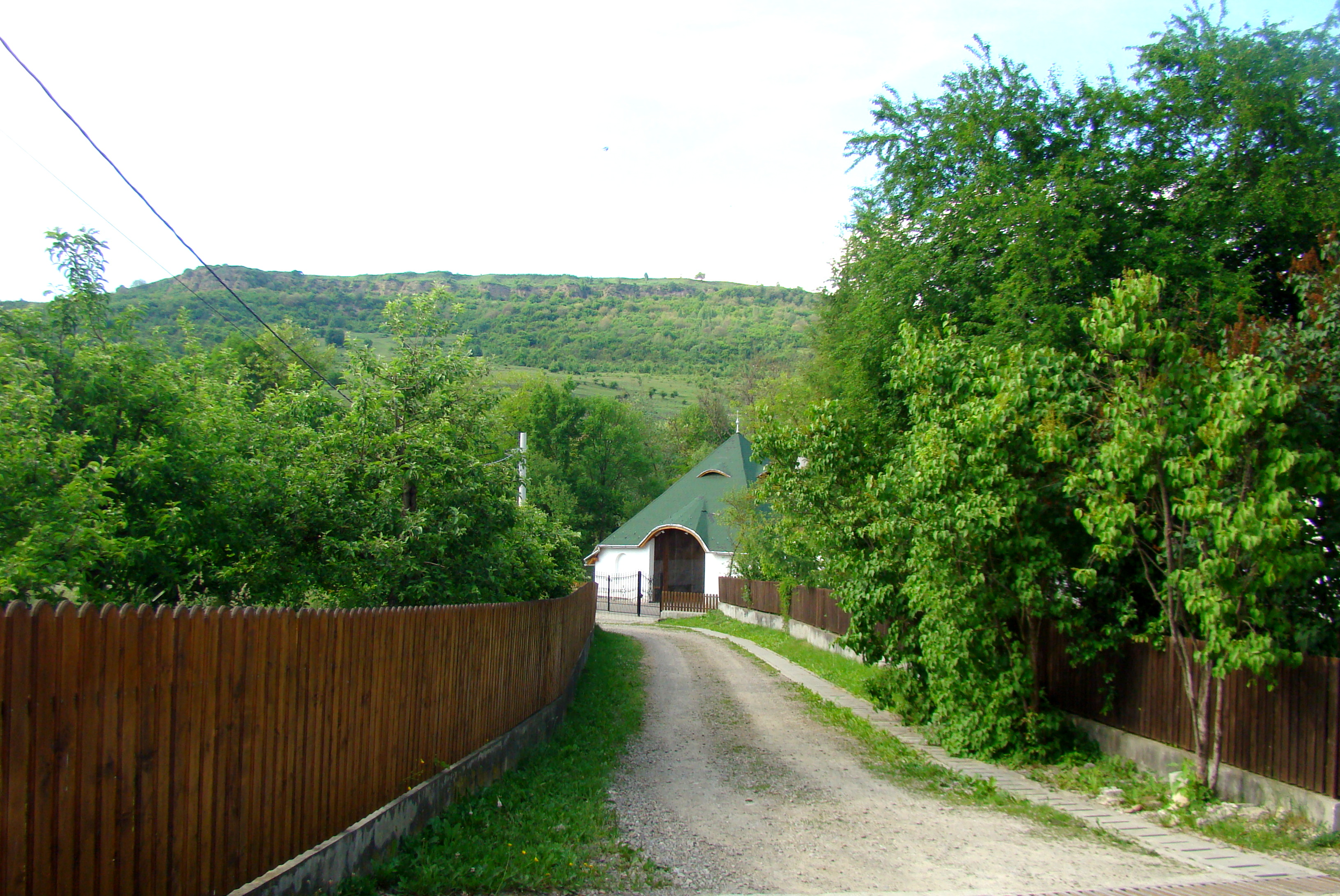
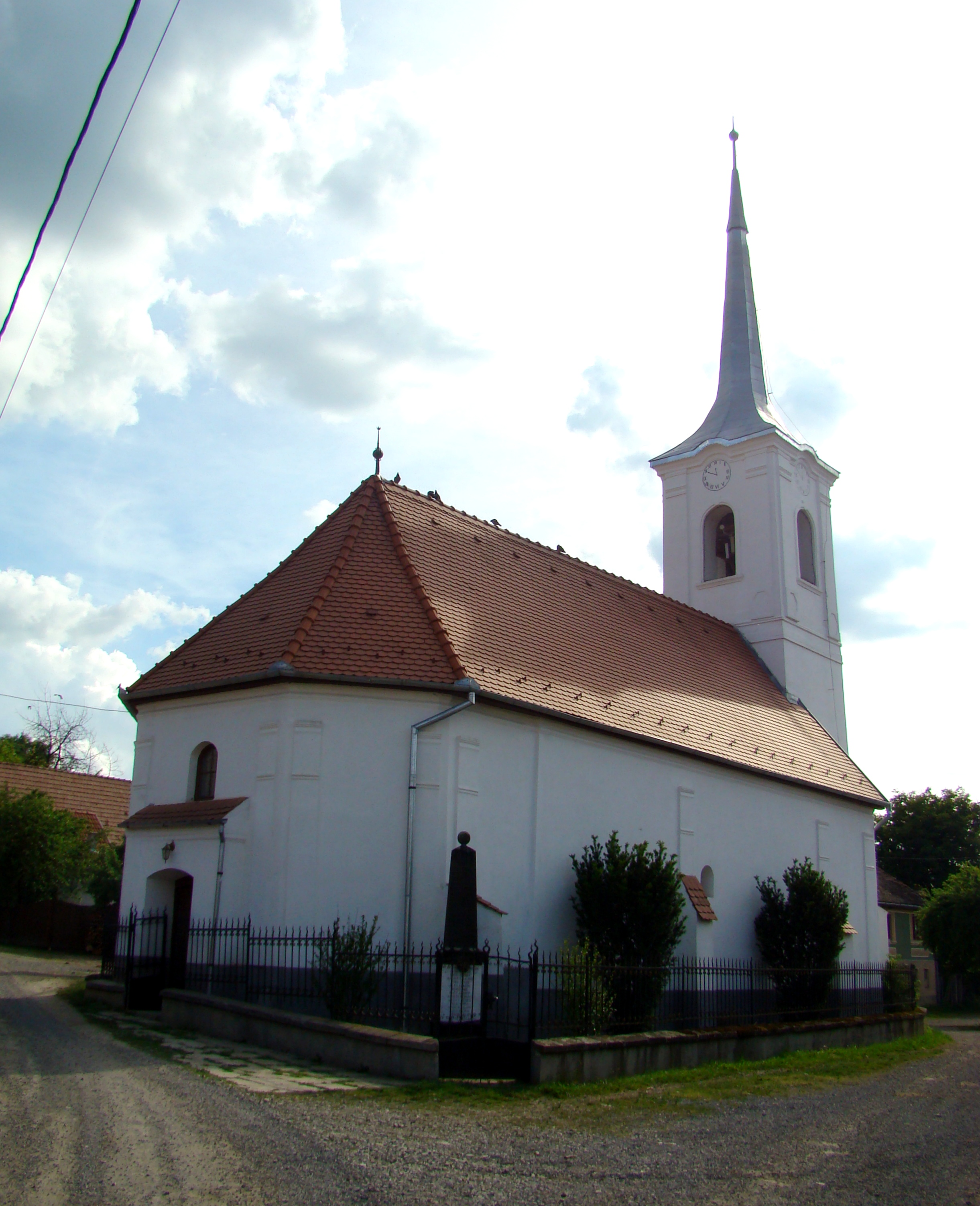
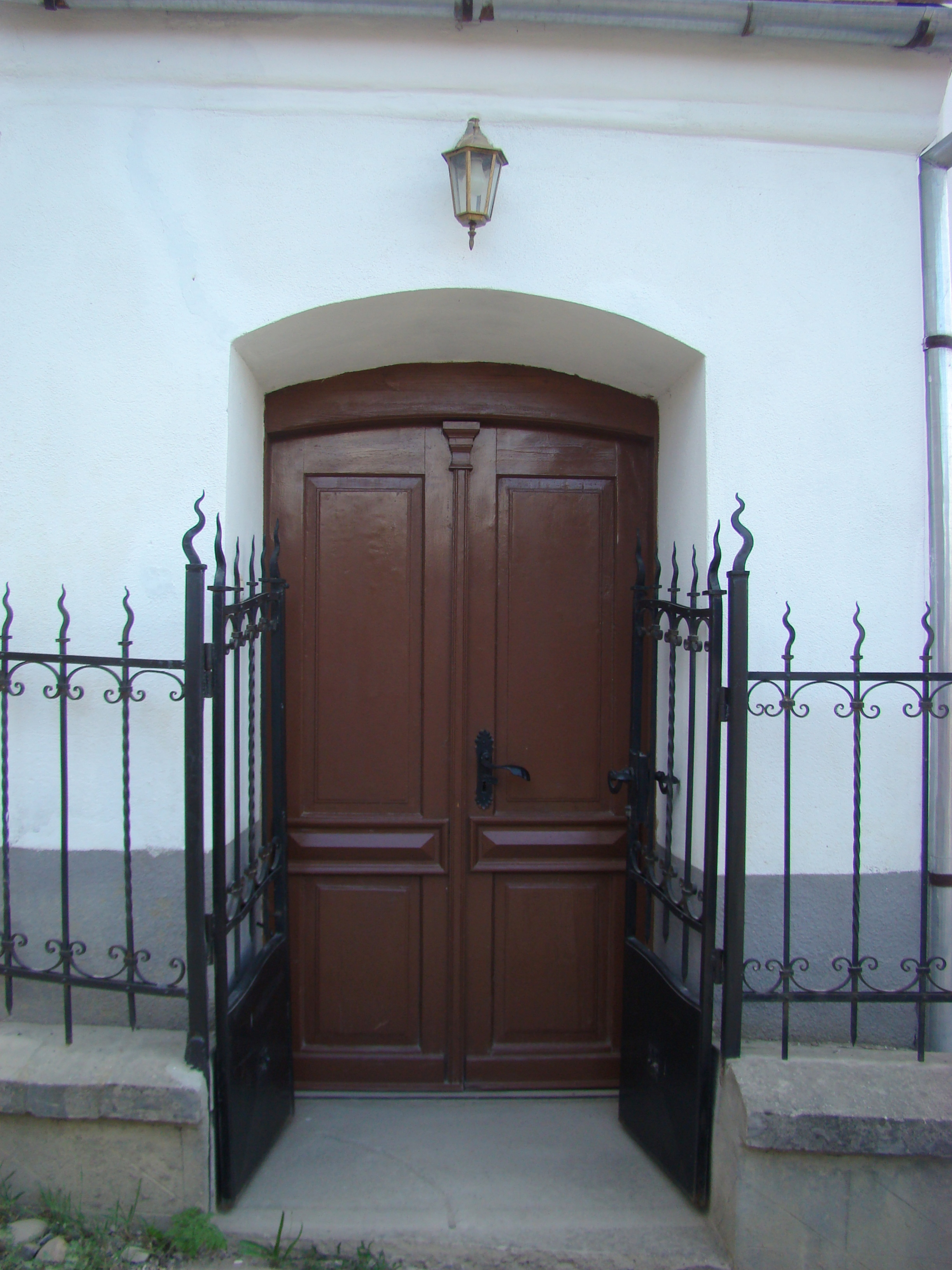
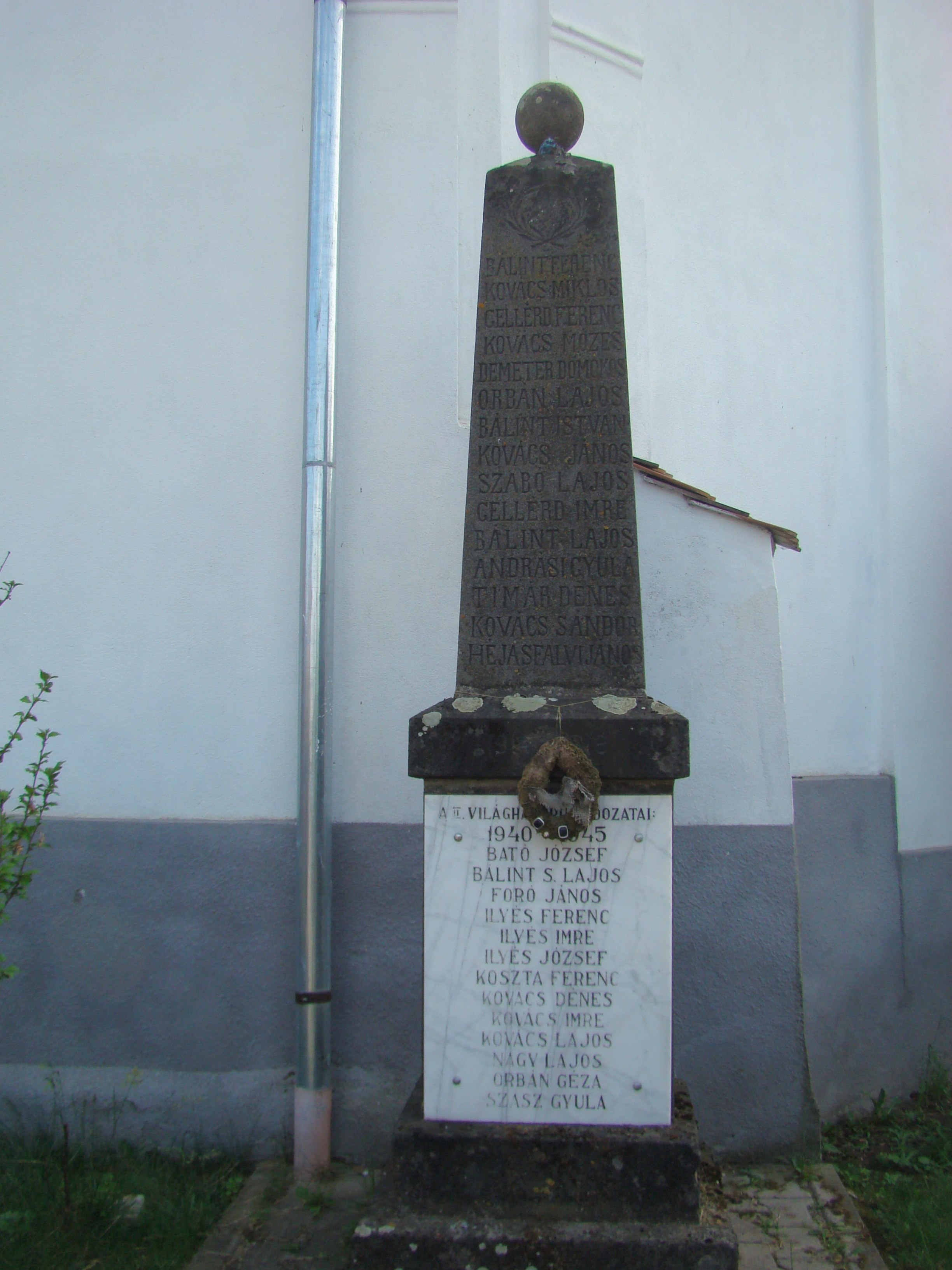
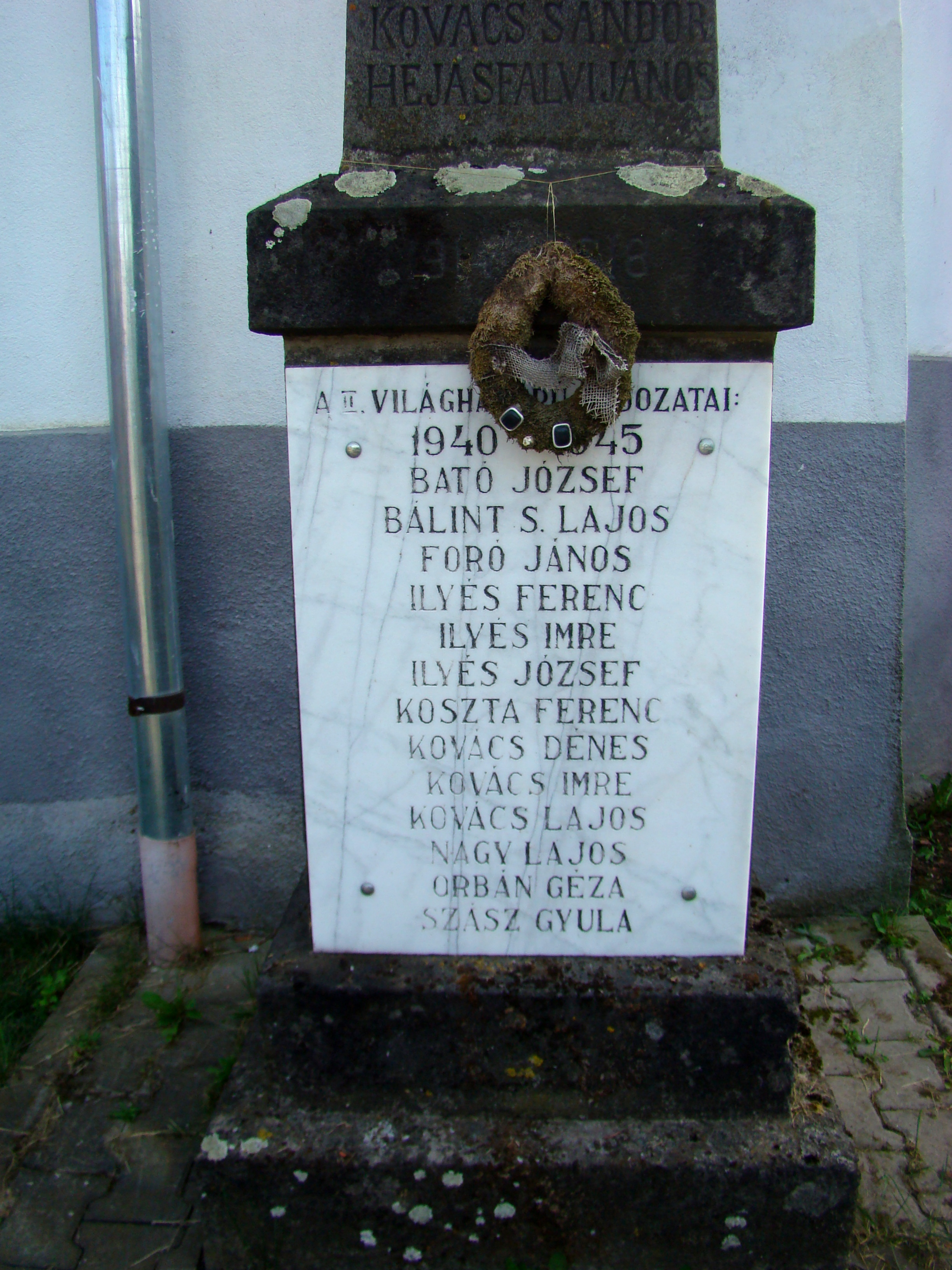
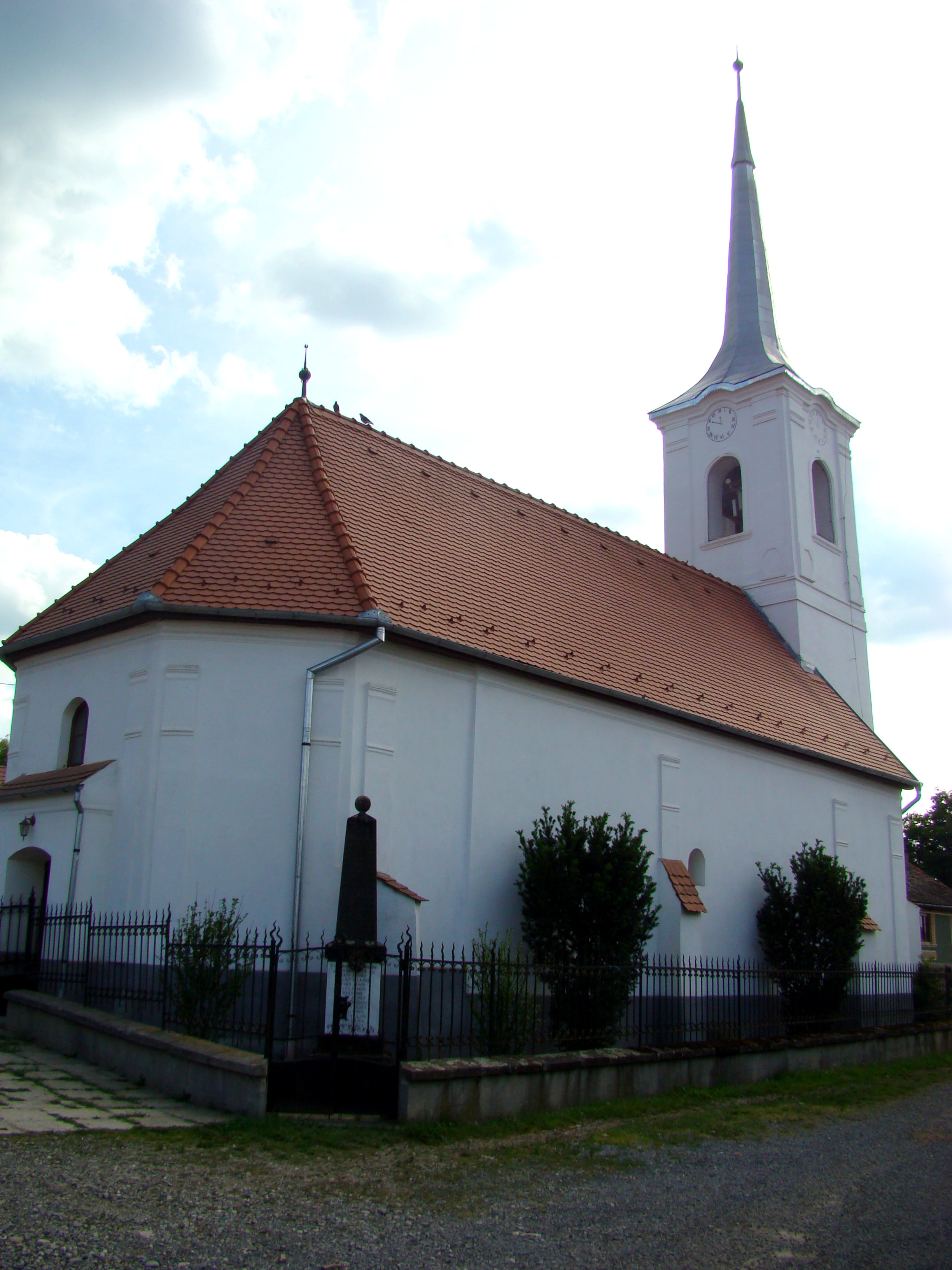
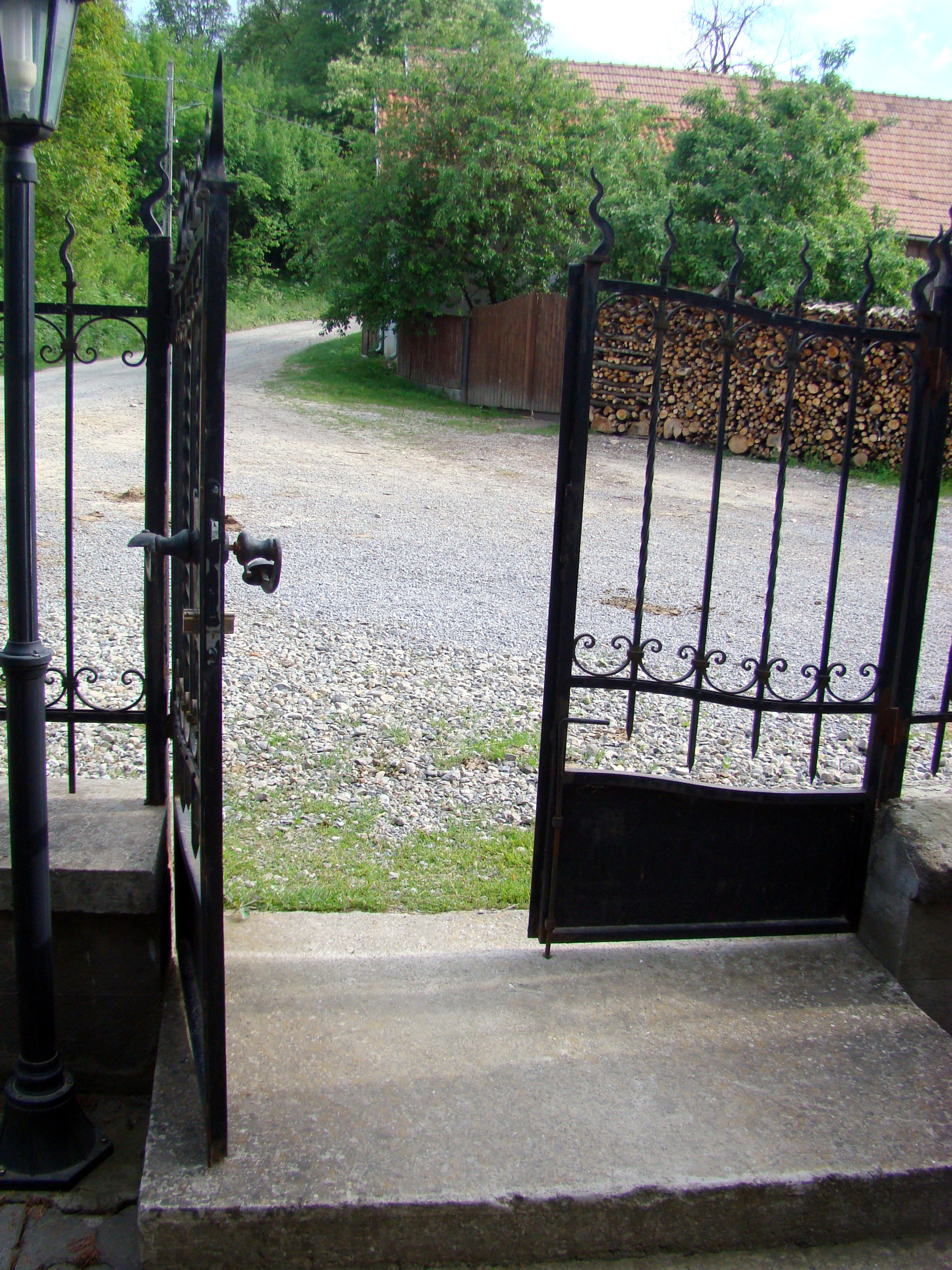
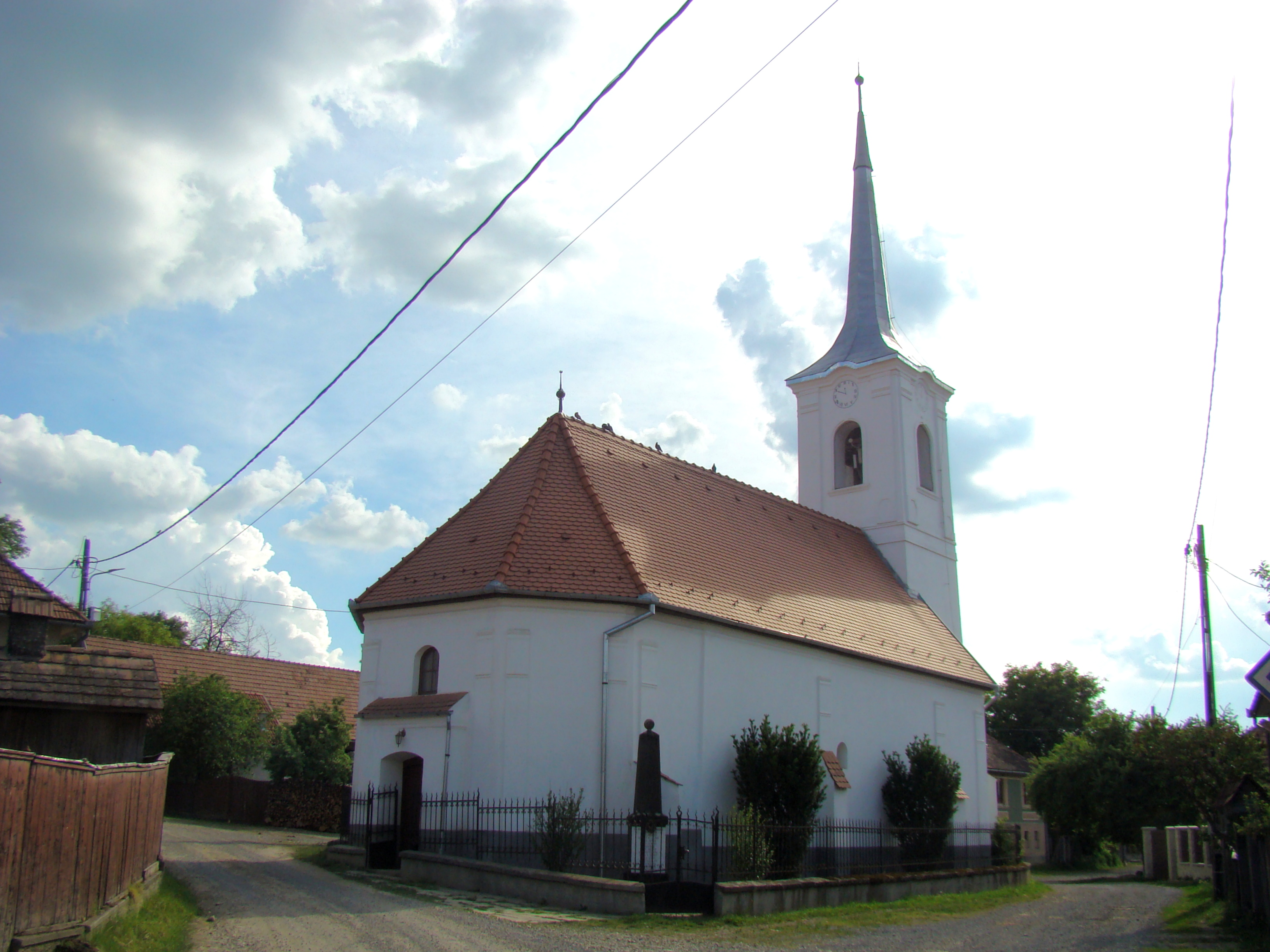
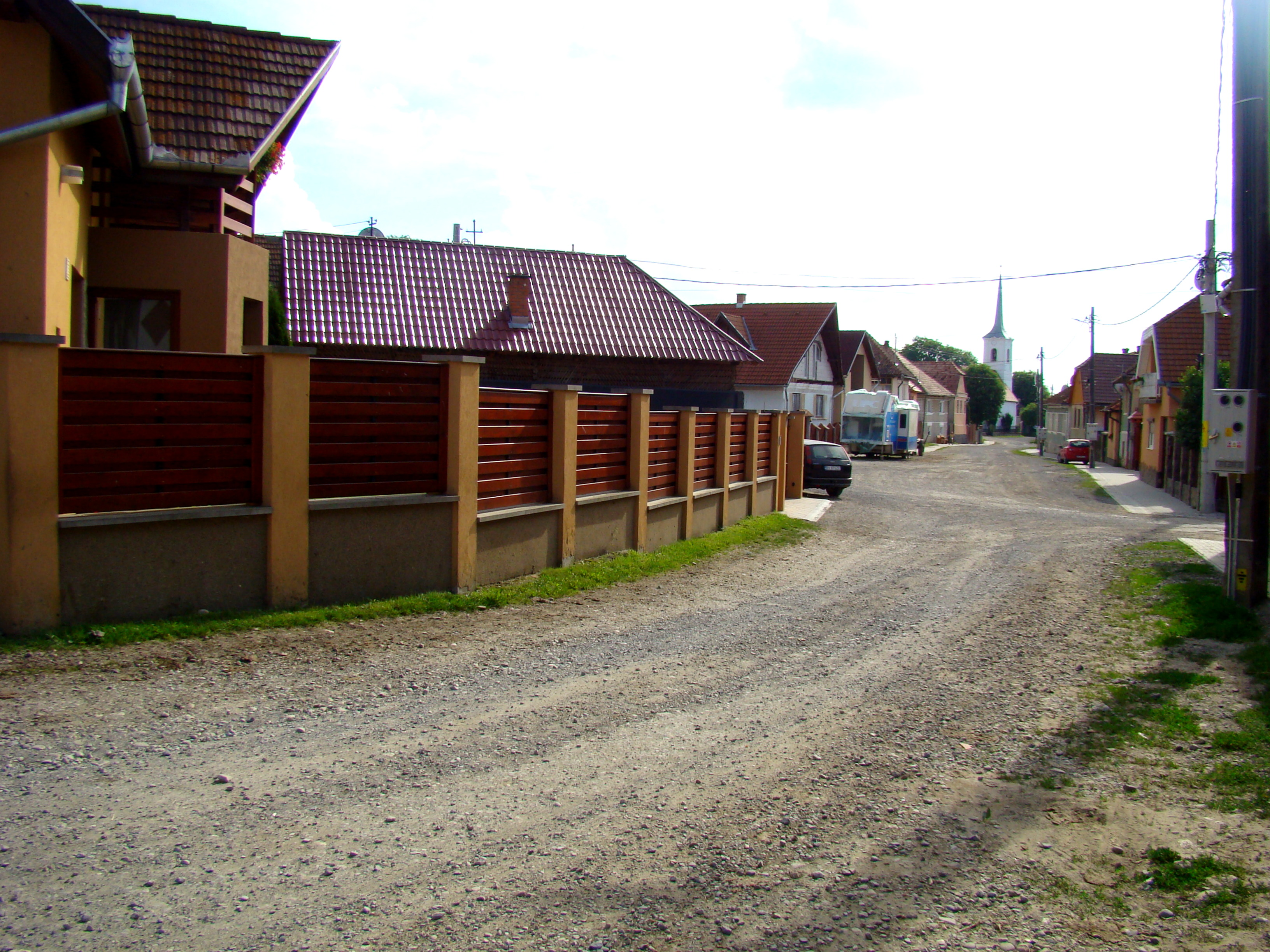

## Imagini din interior

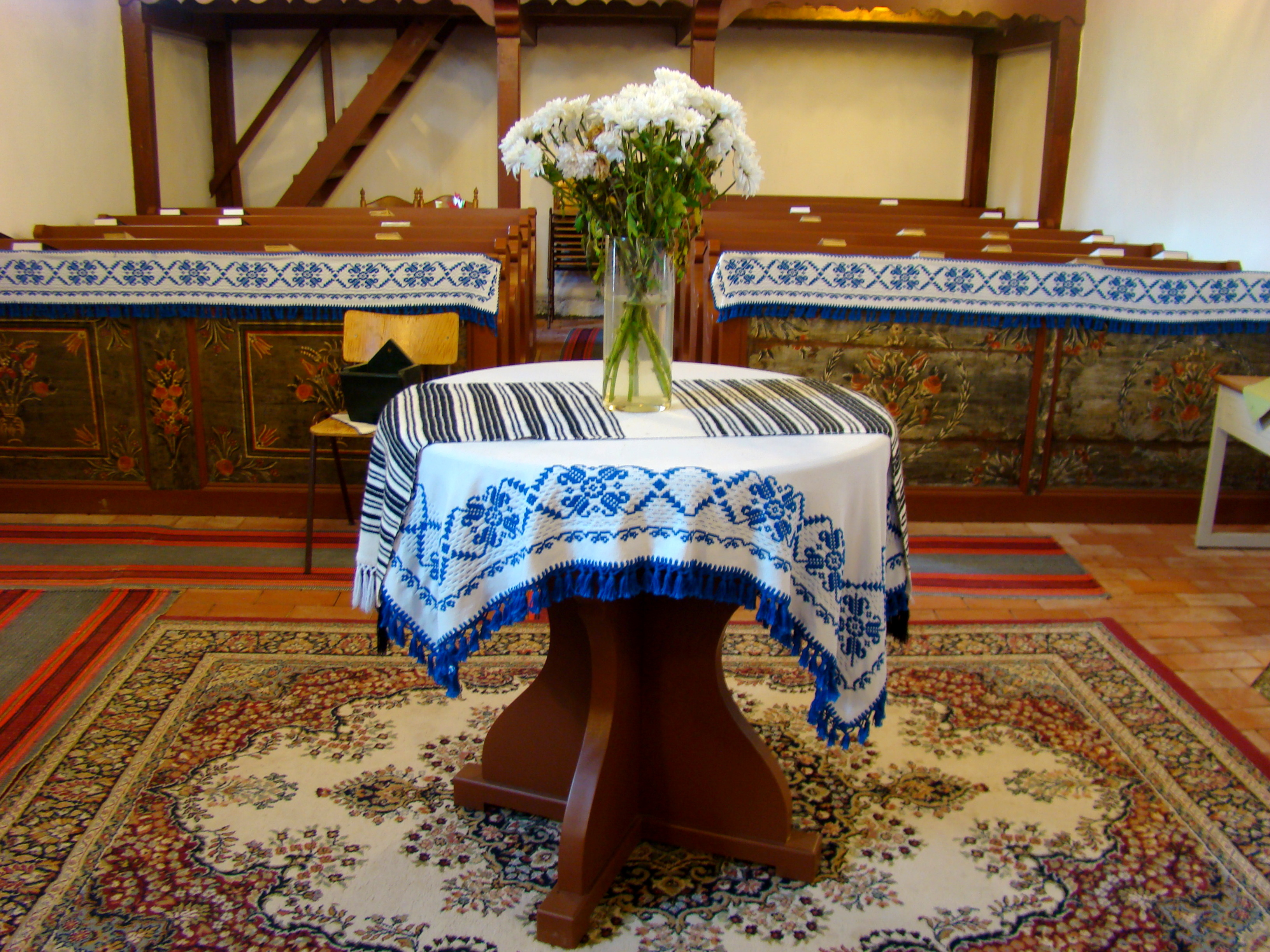
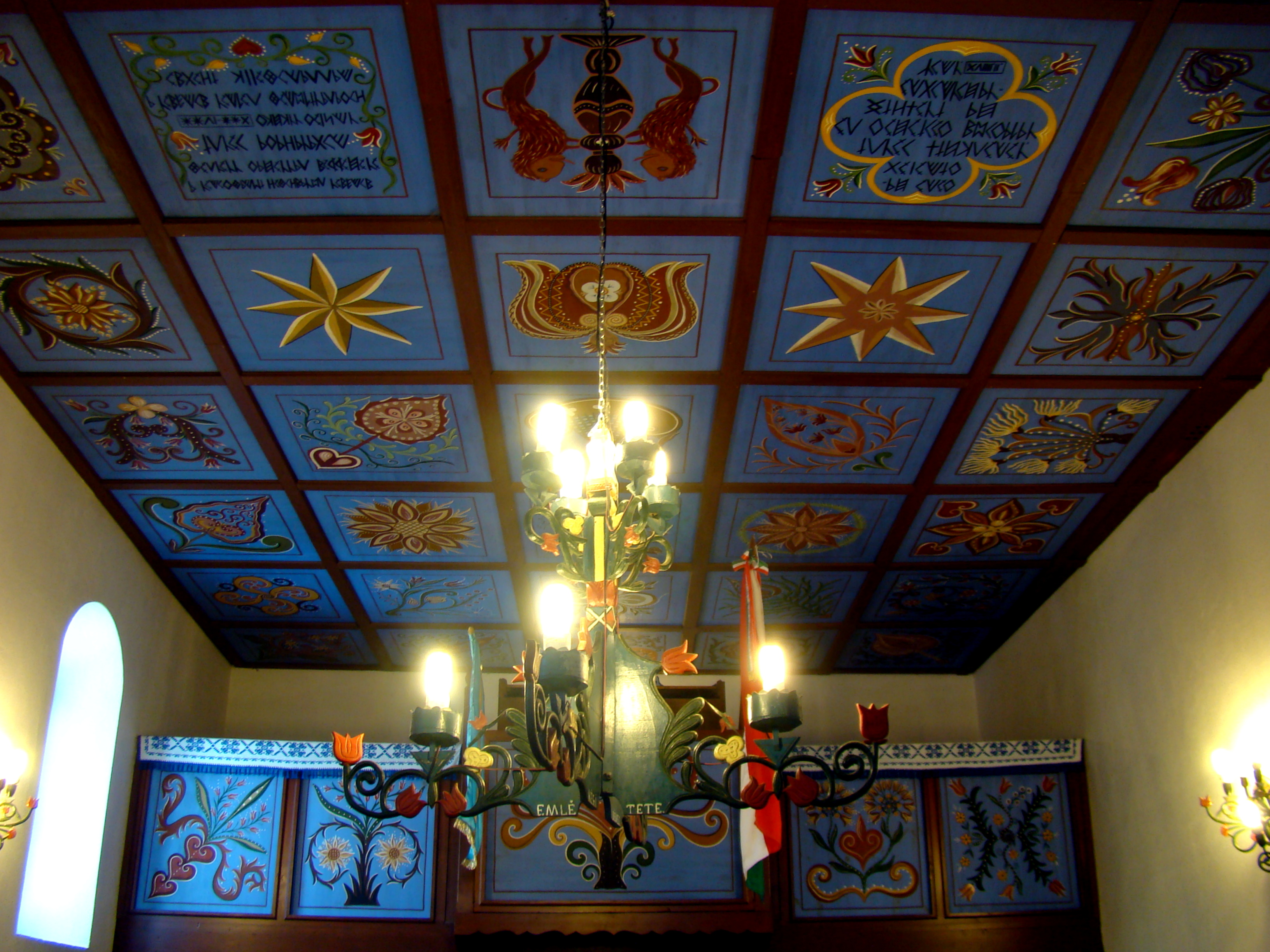
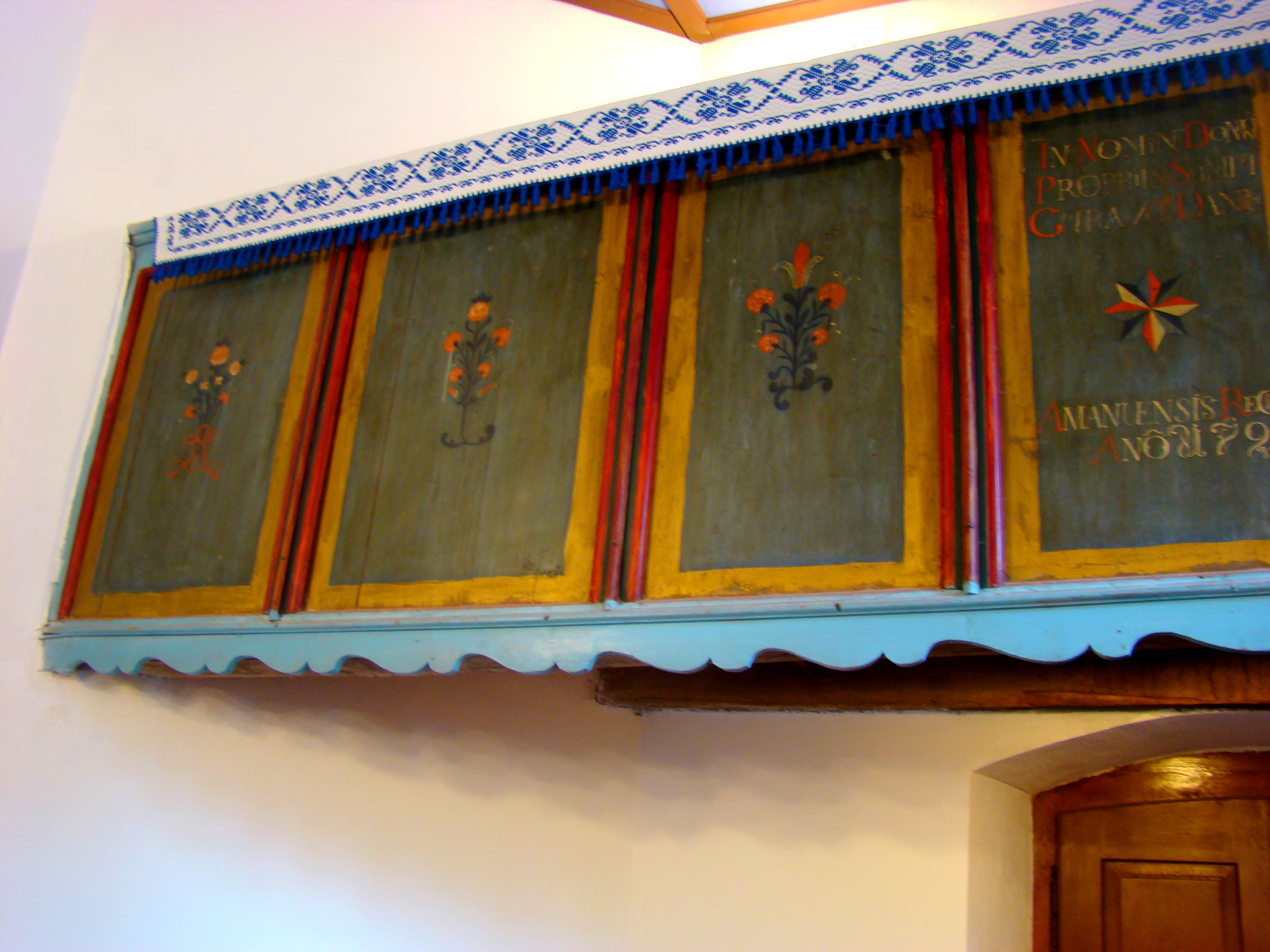
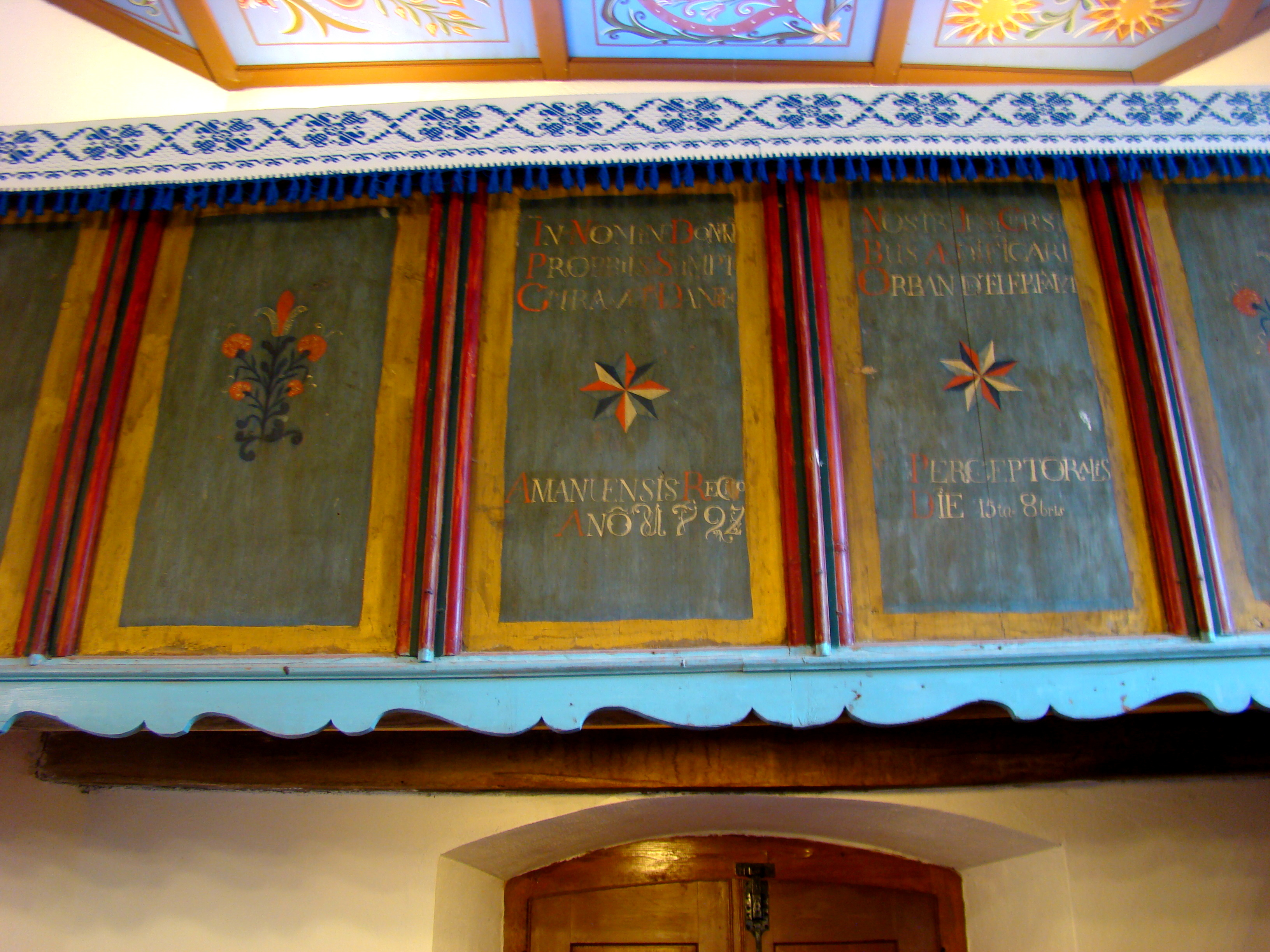
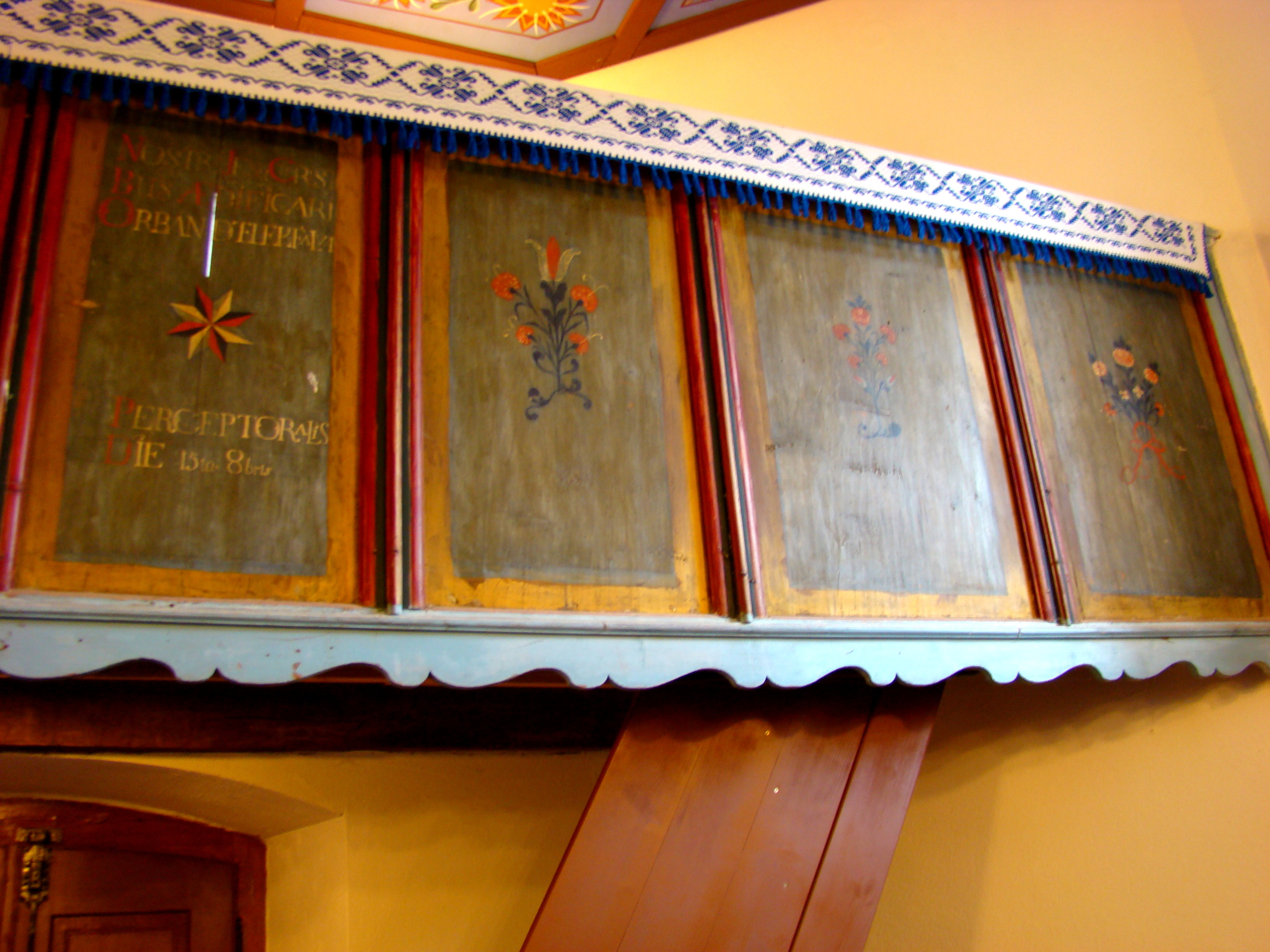
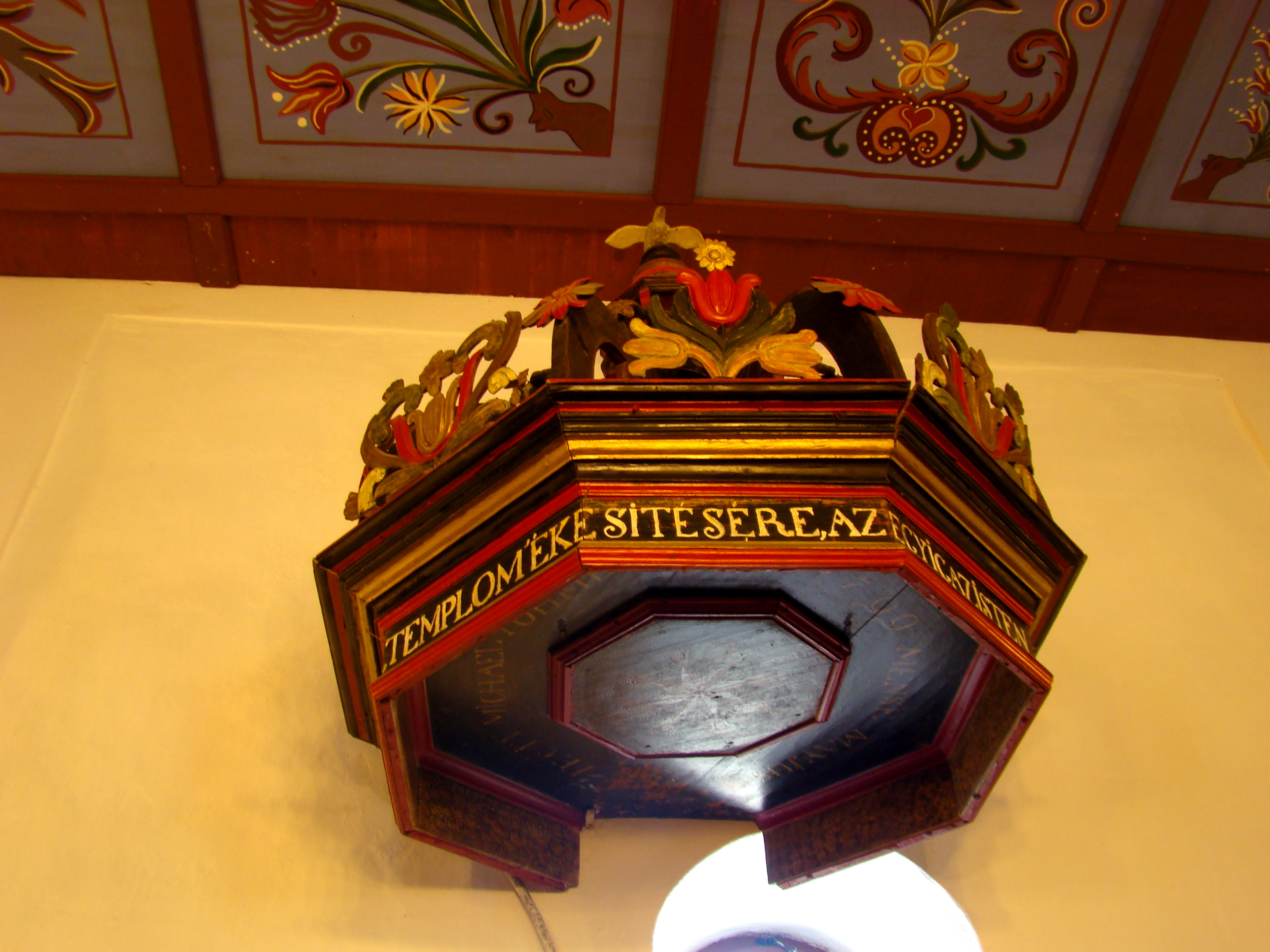
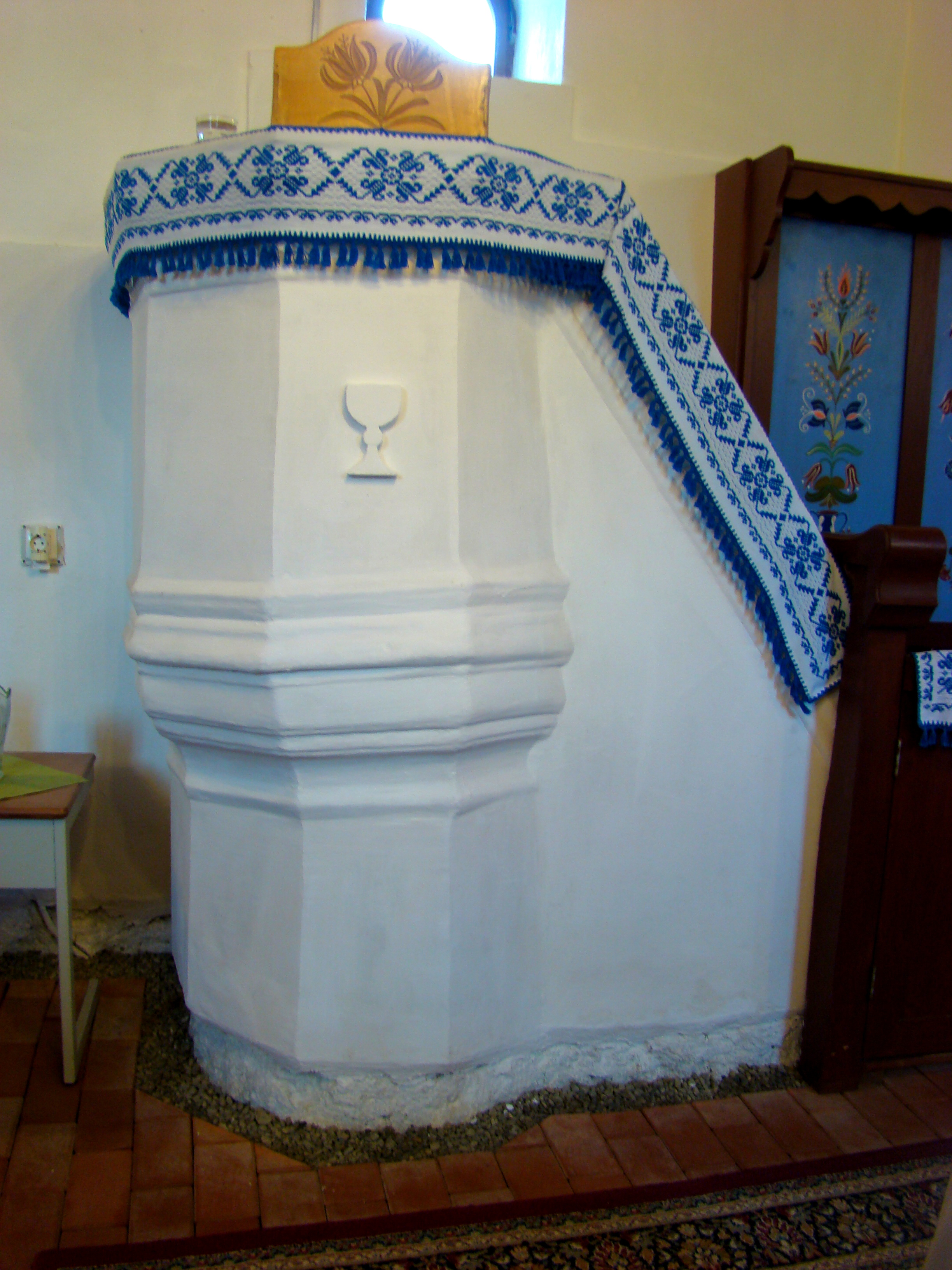
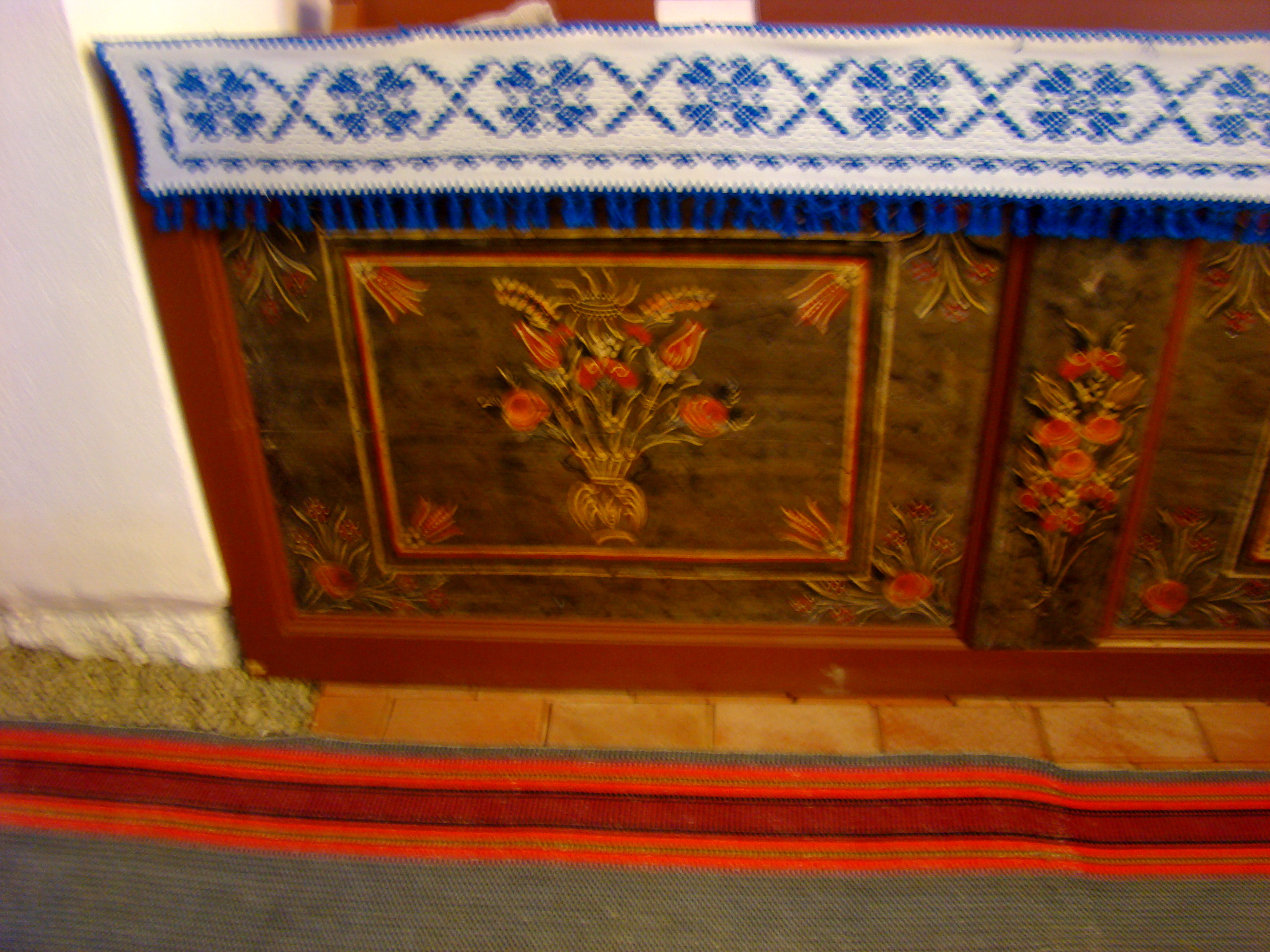
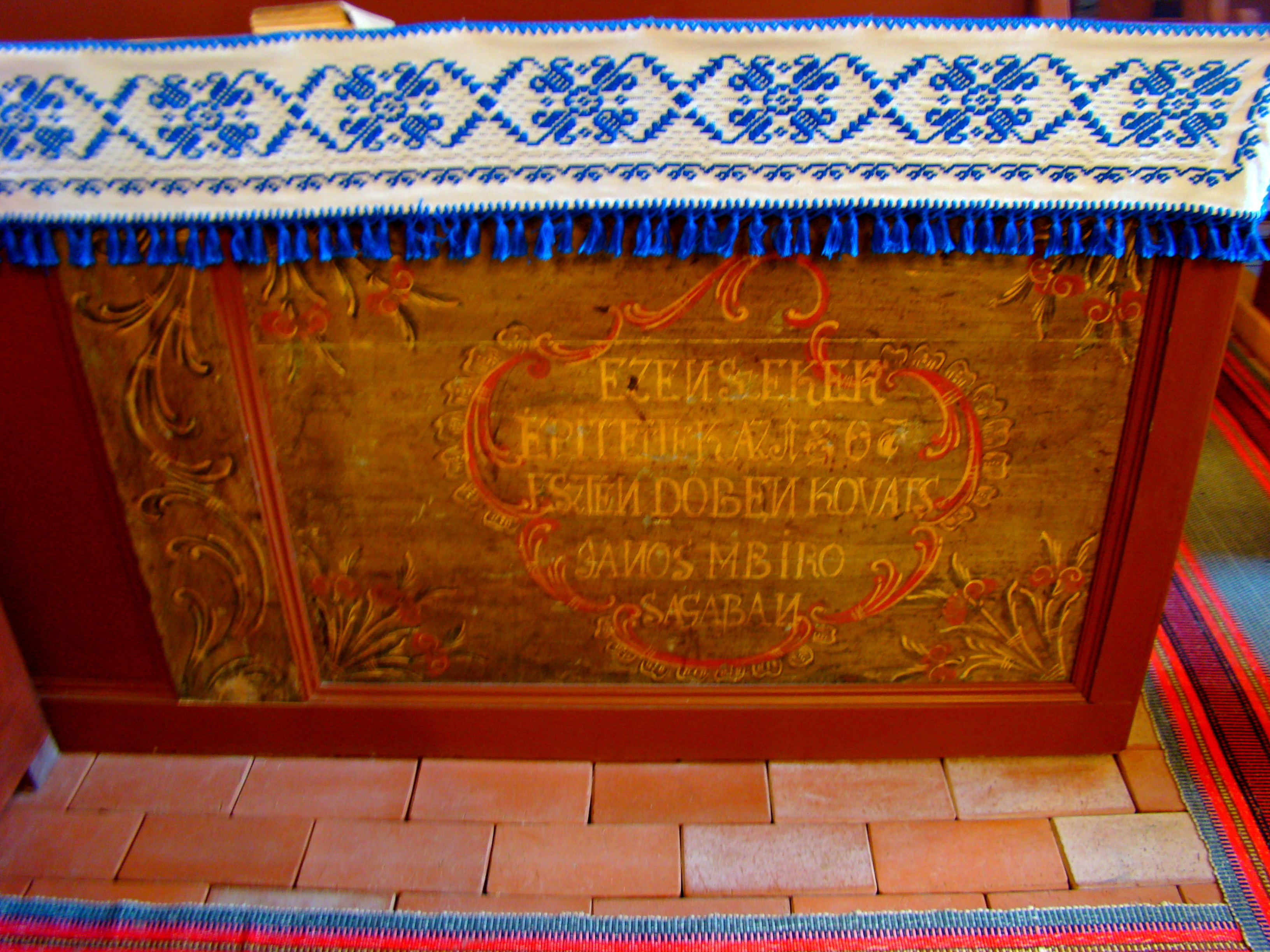
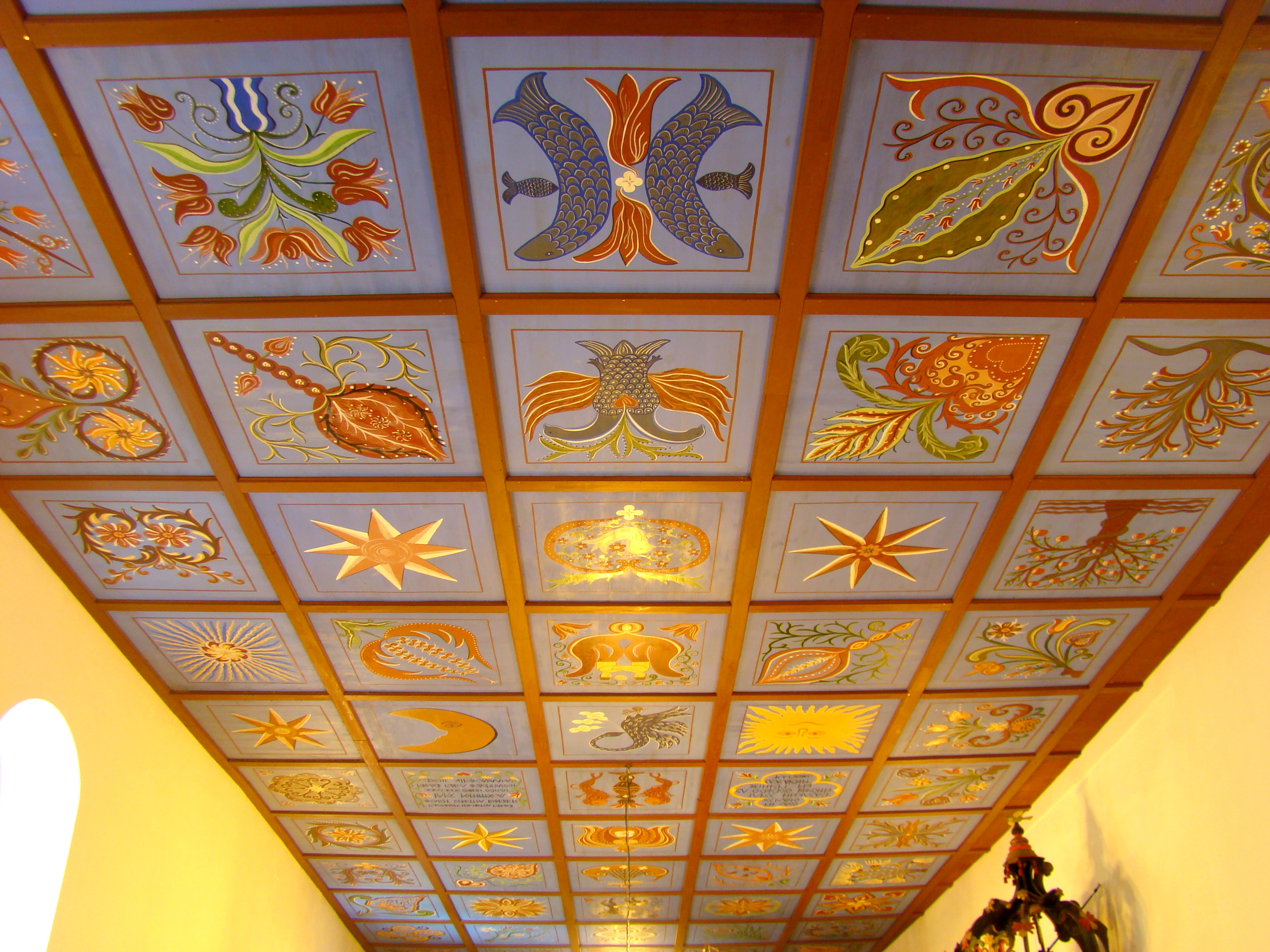
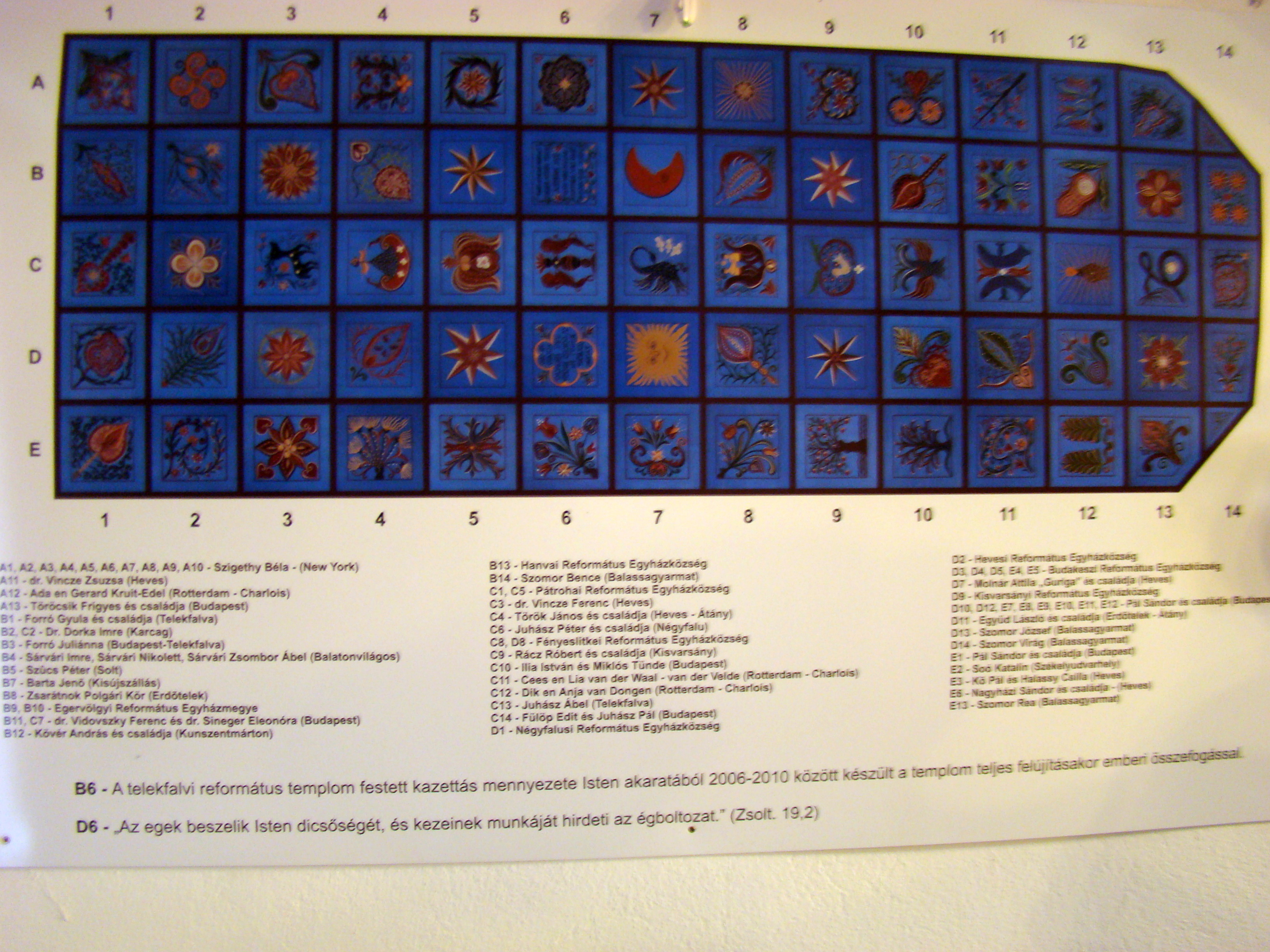
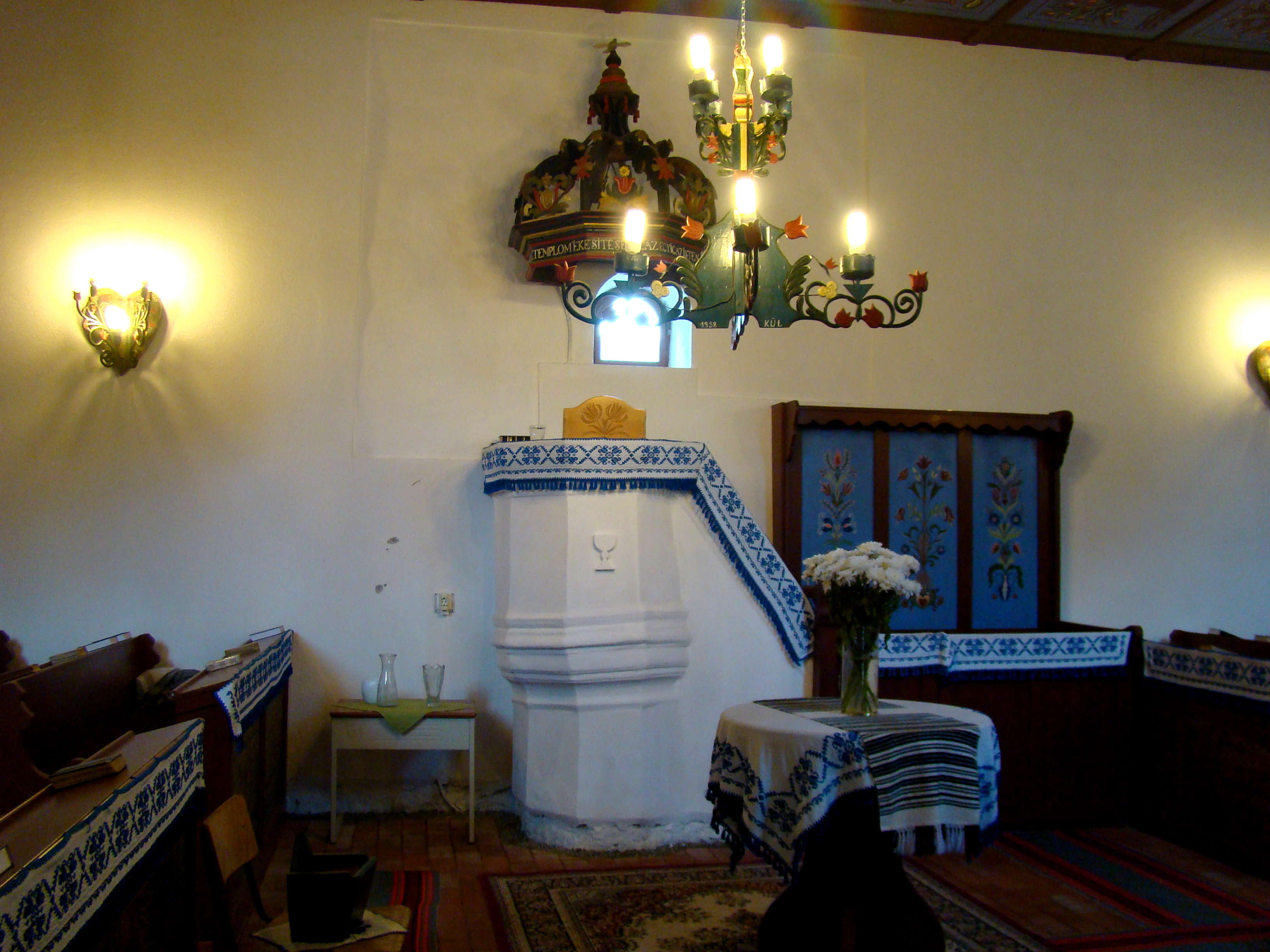
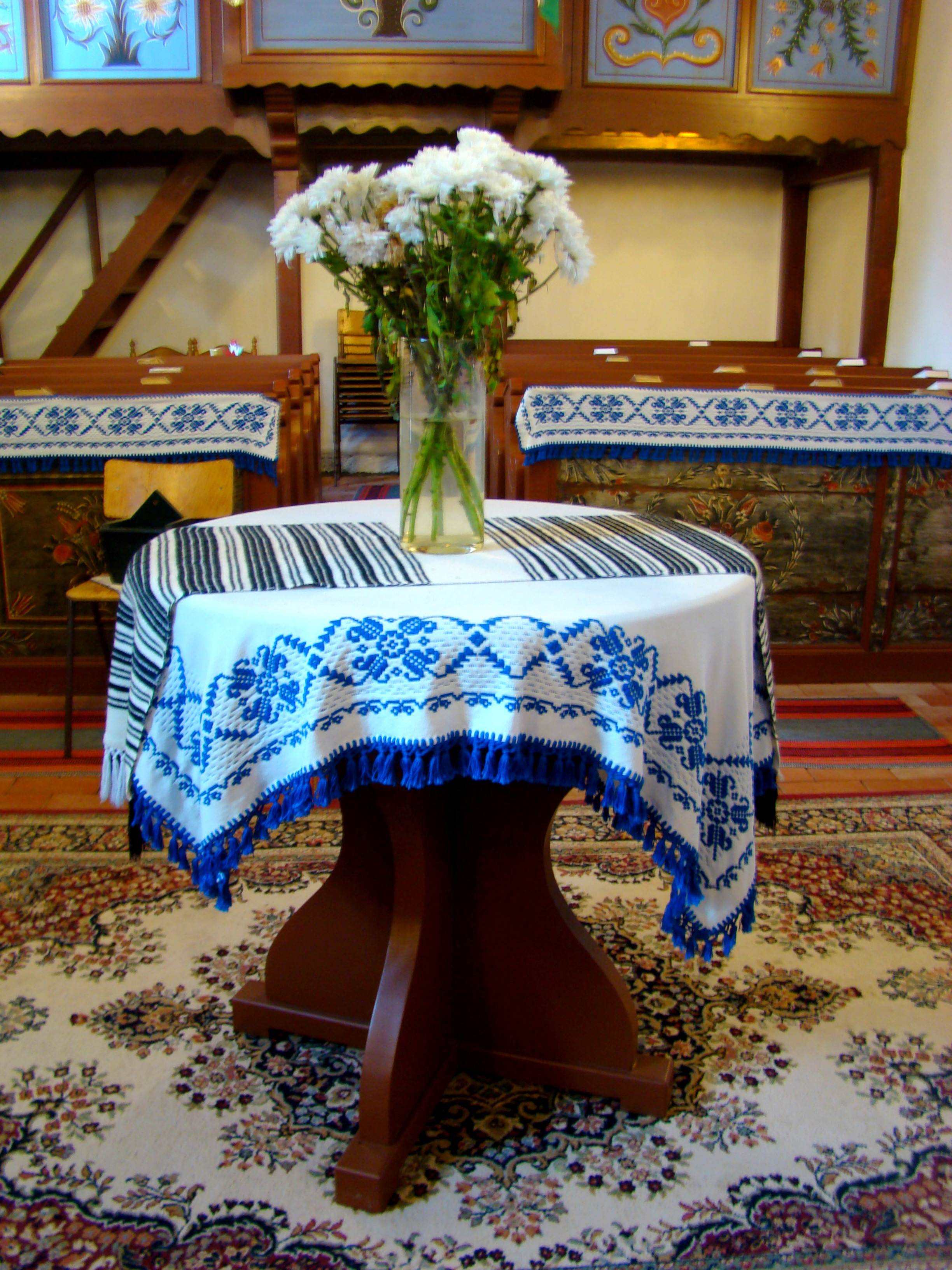
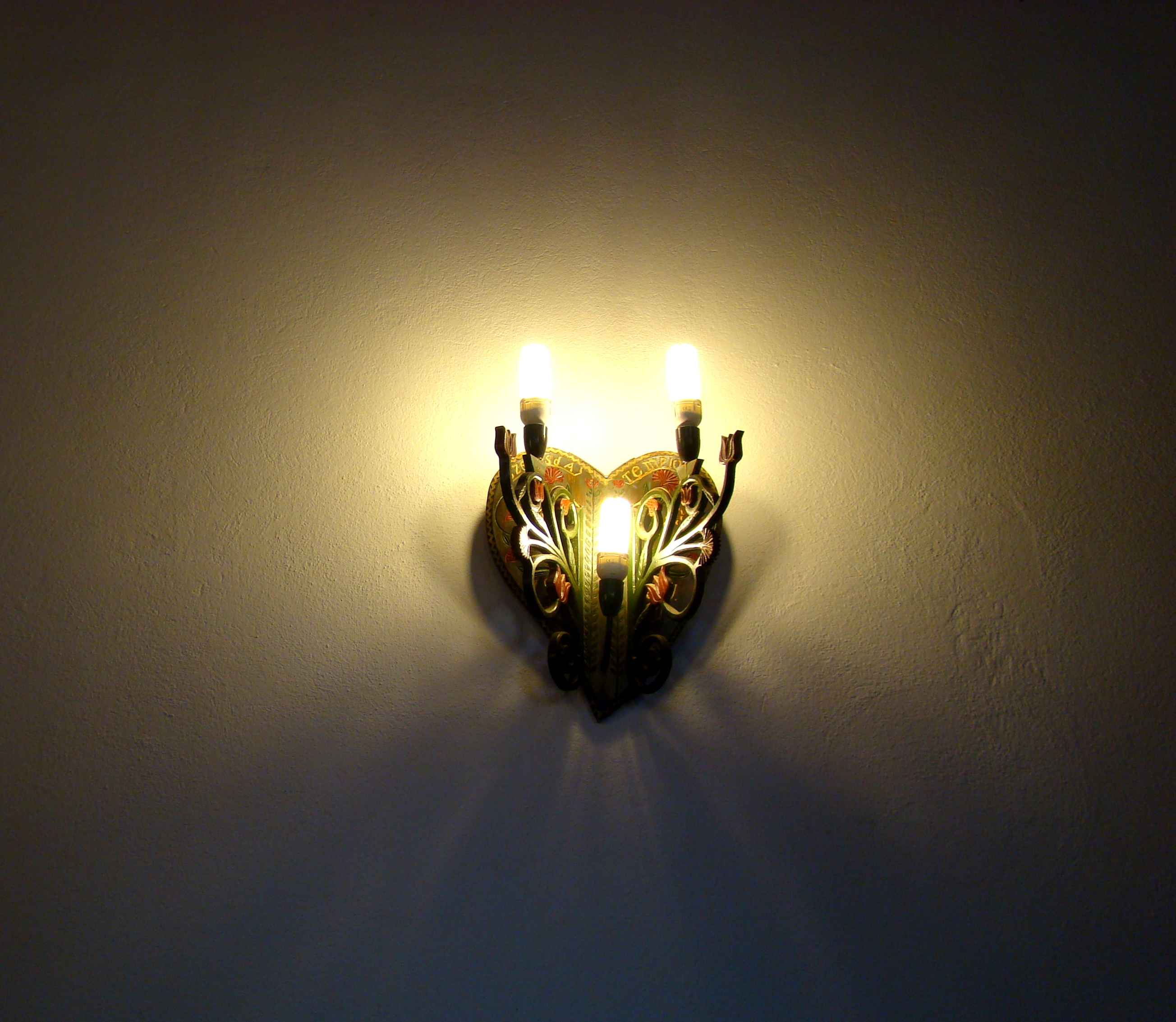
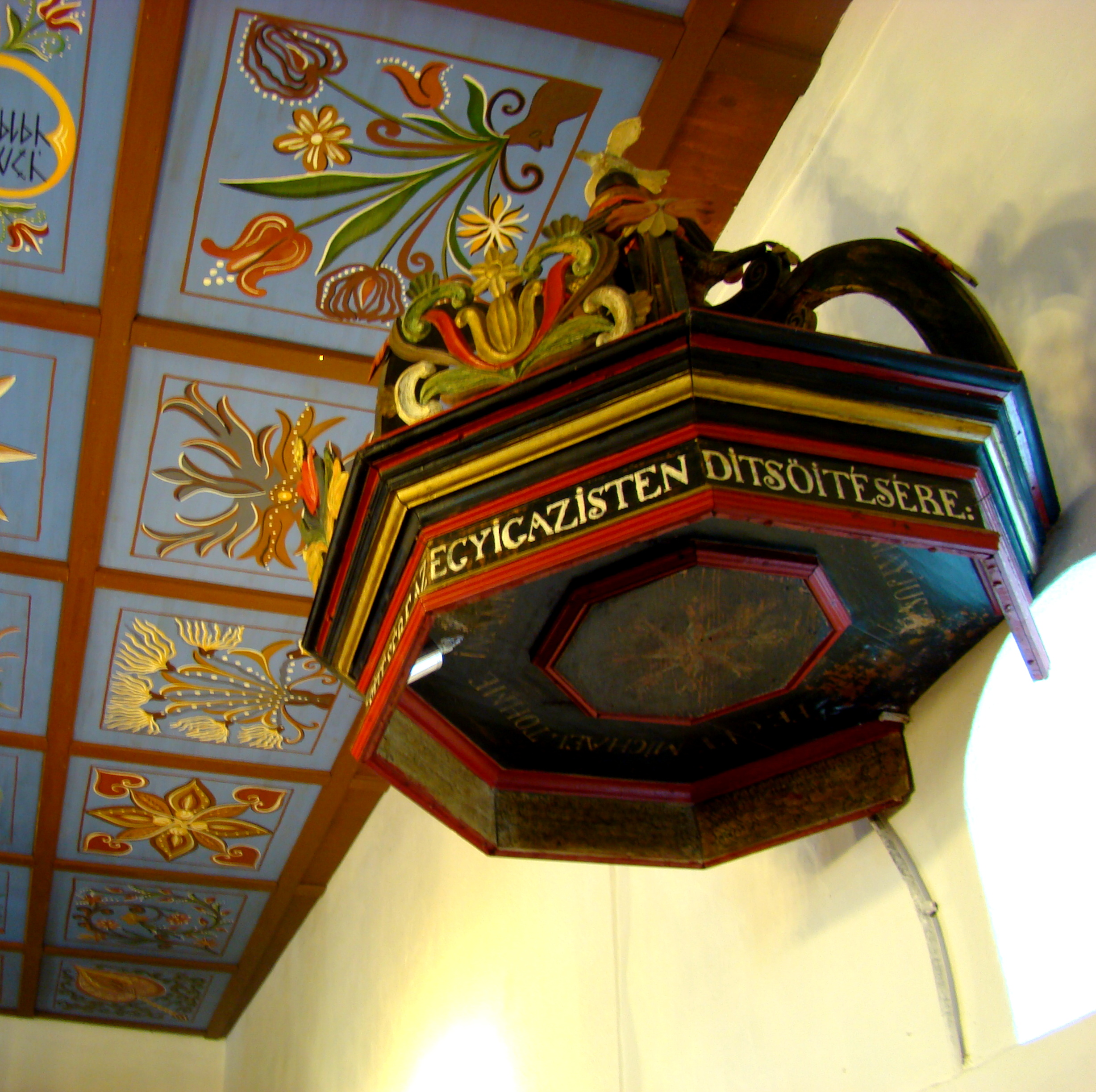
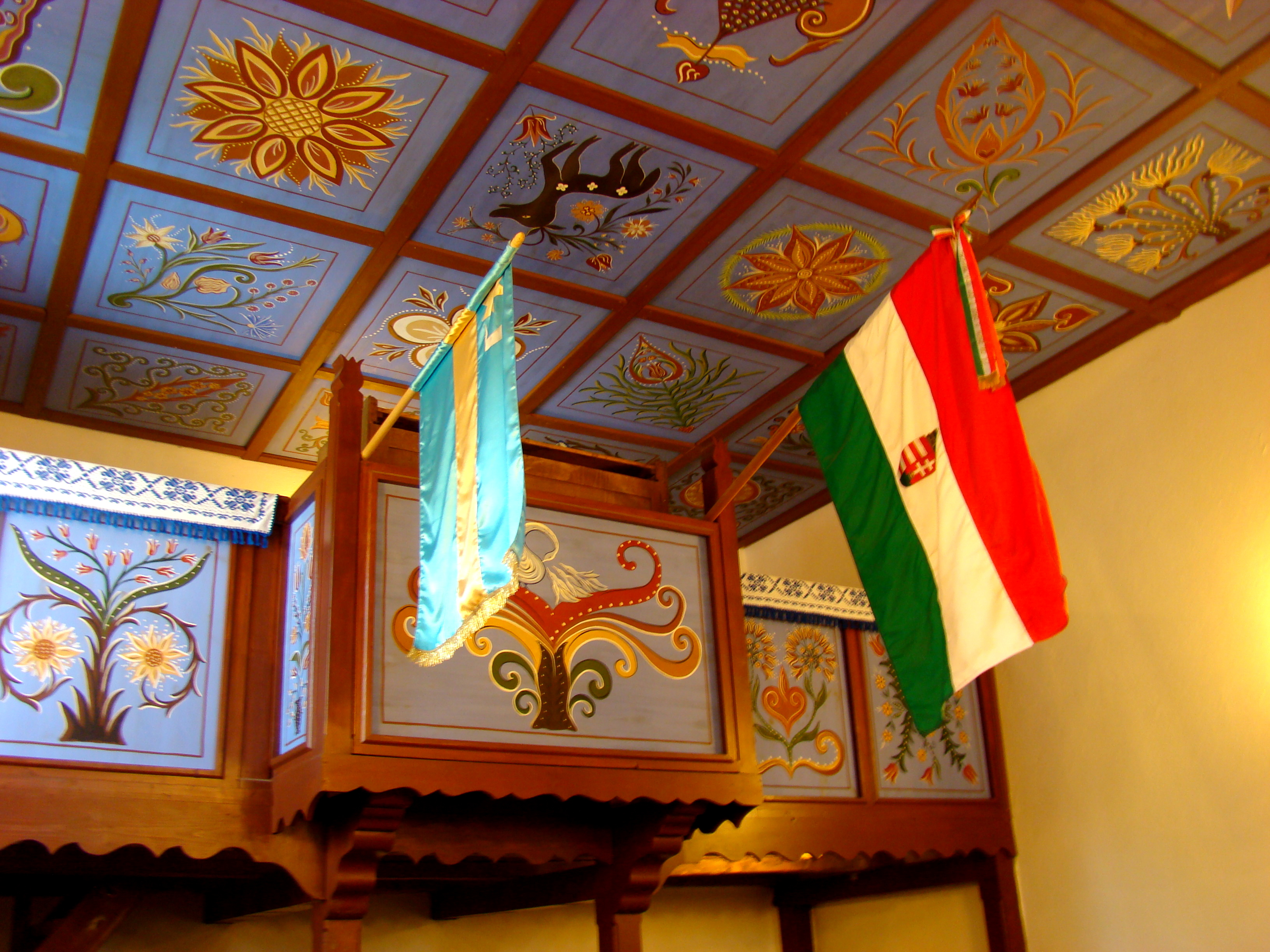
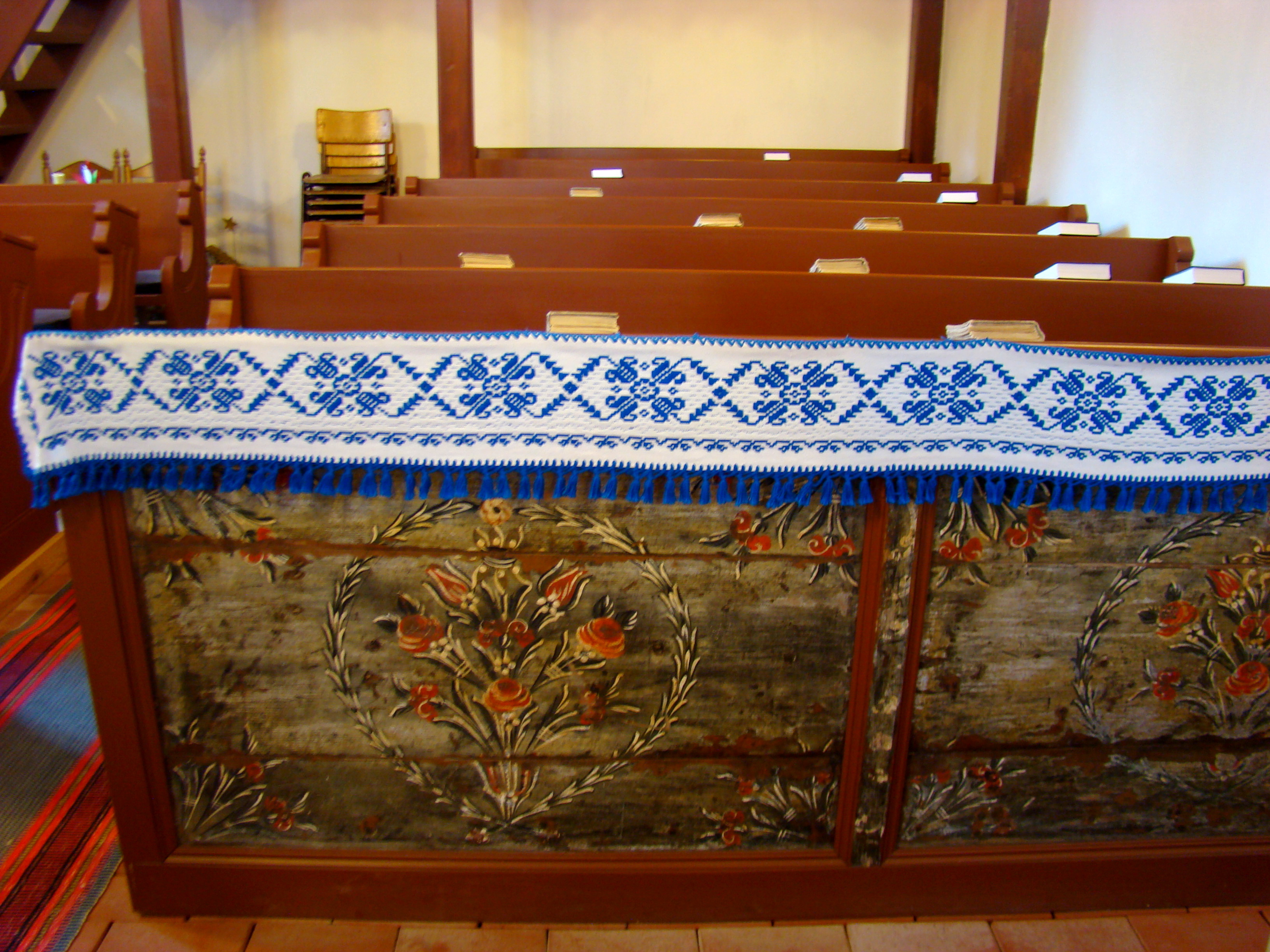
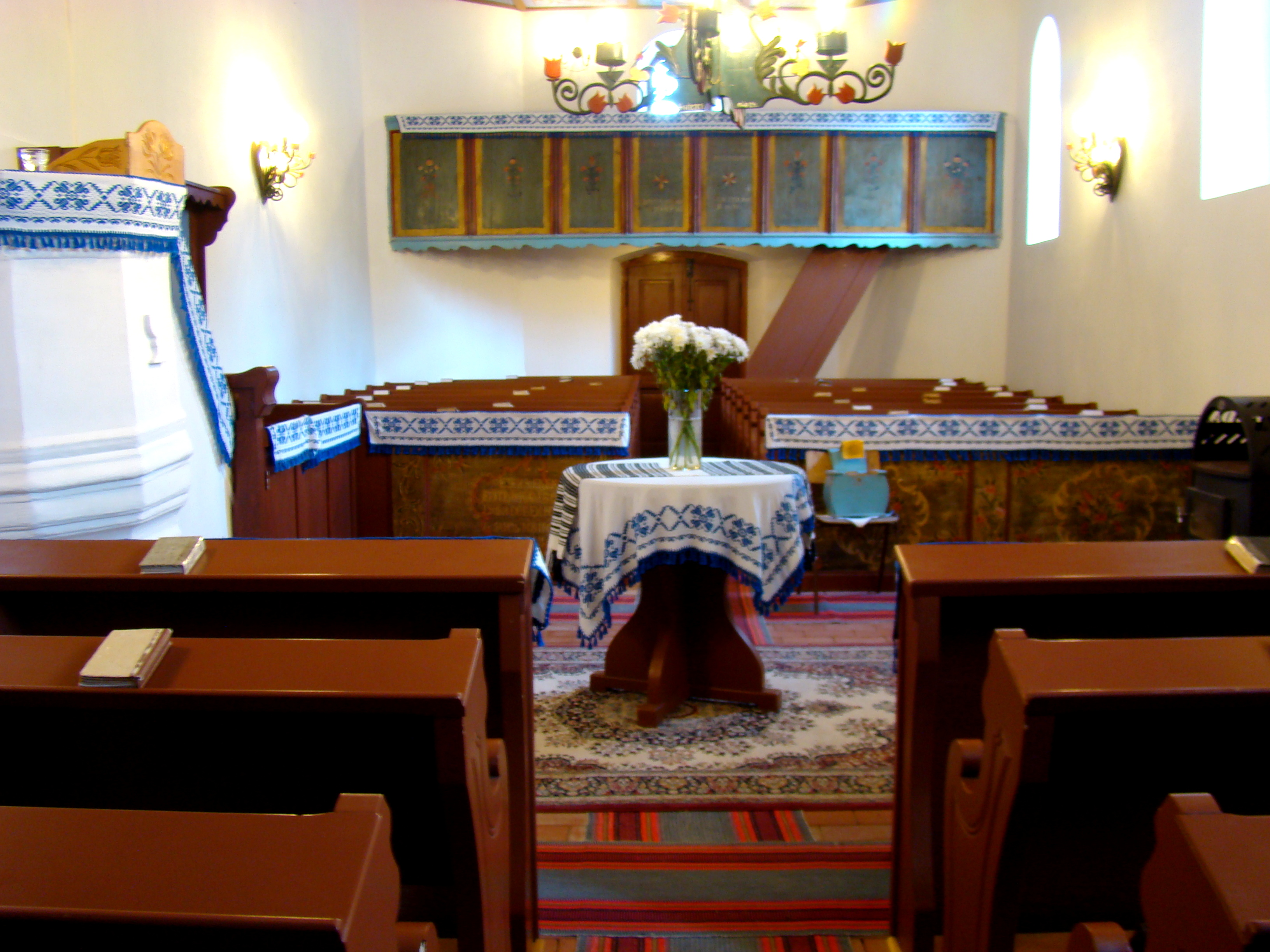
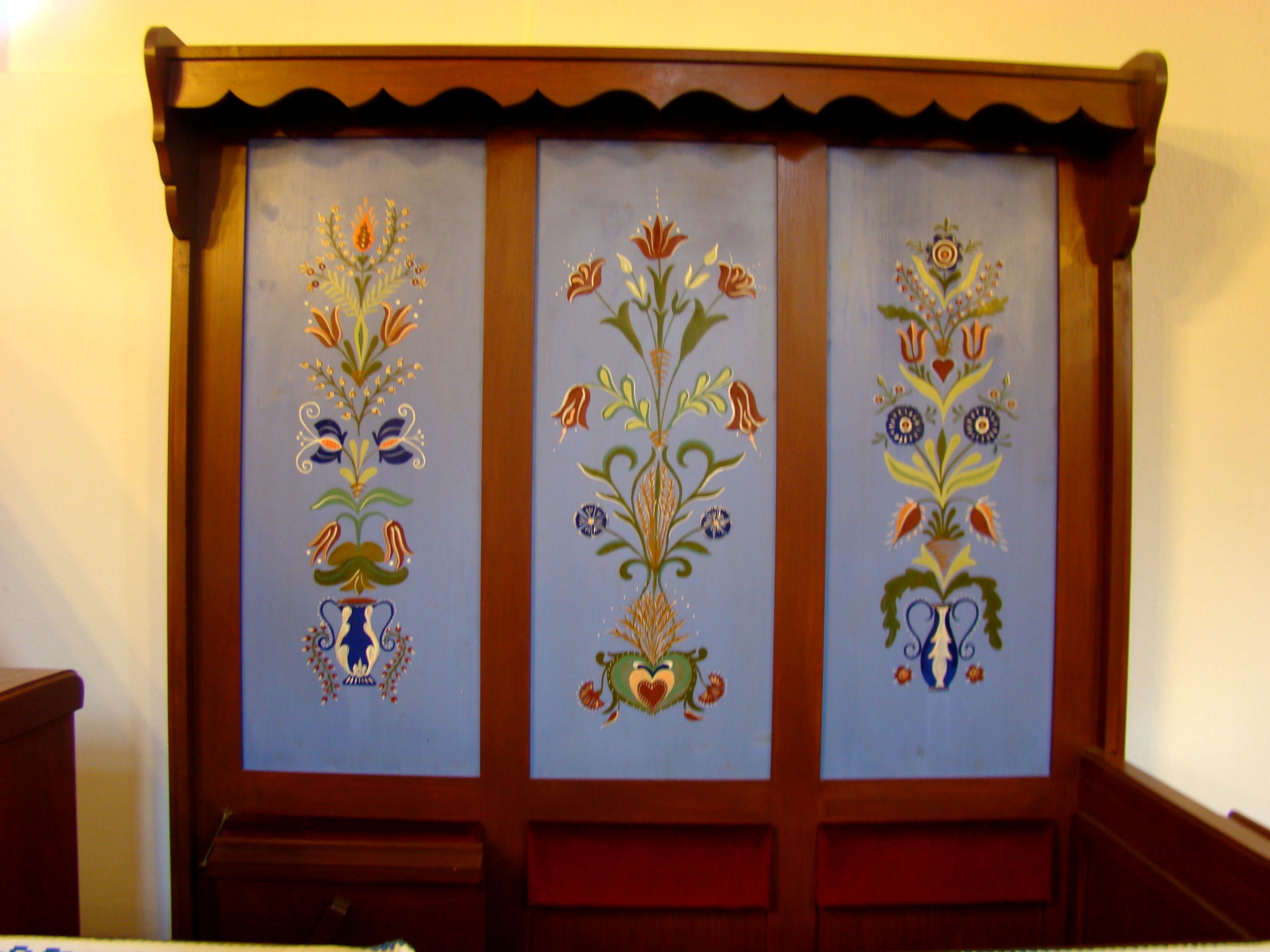
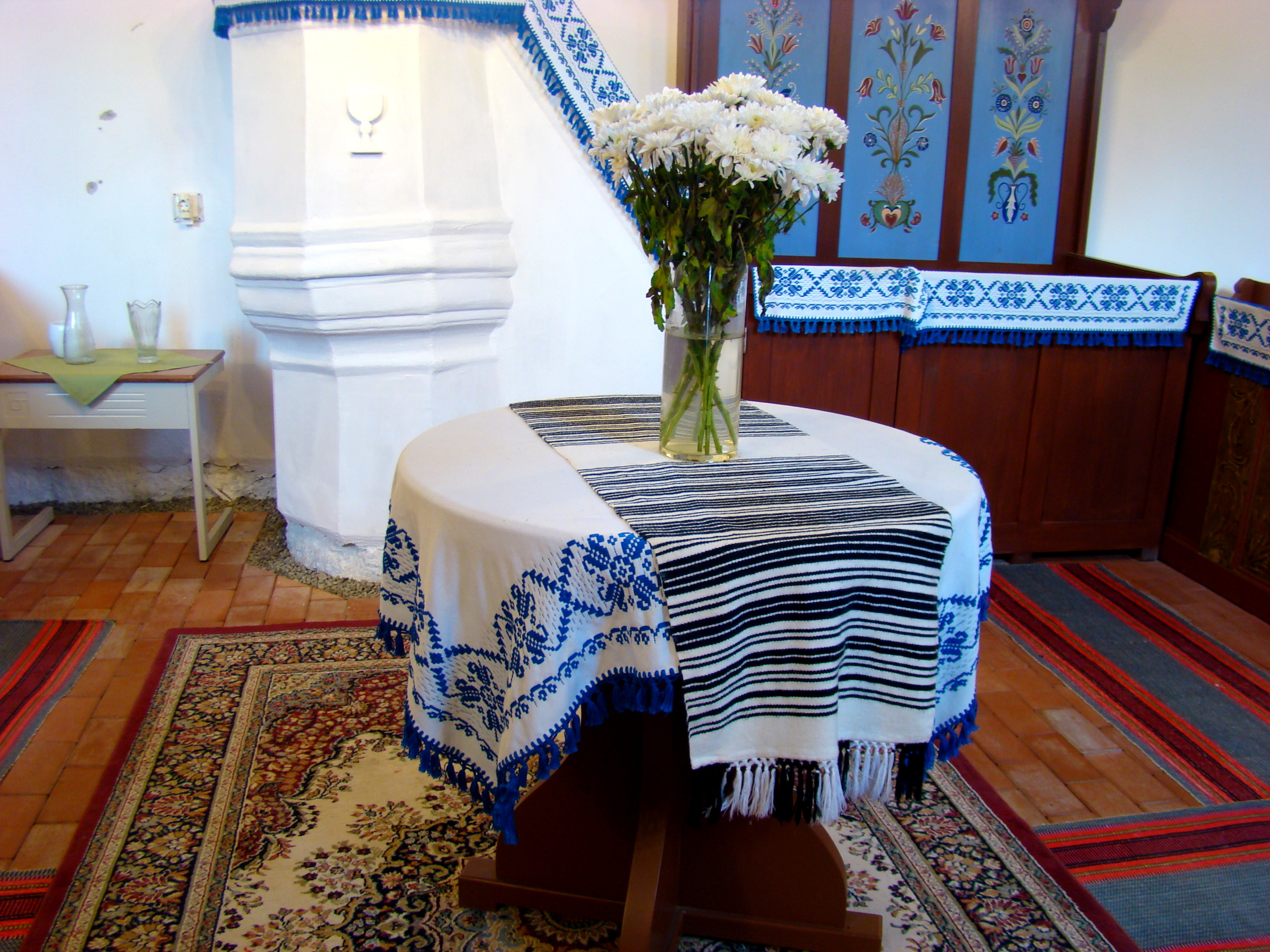
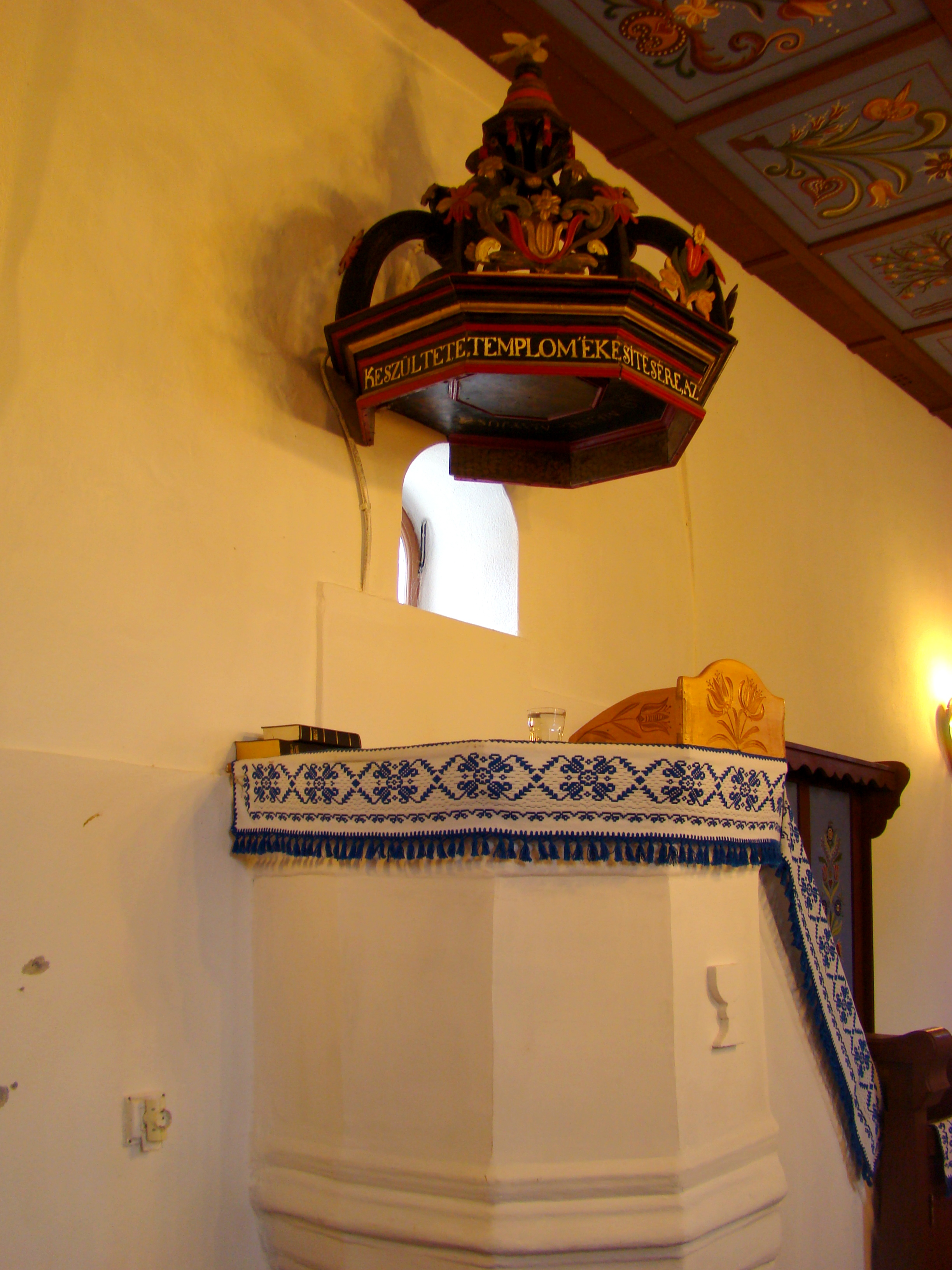
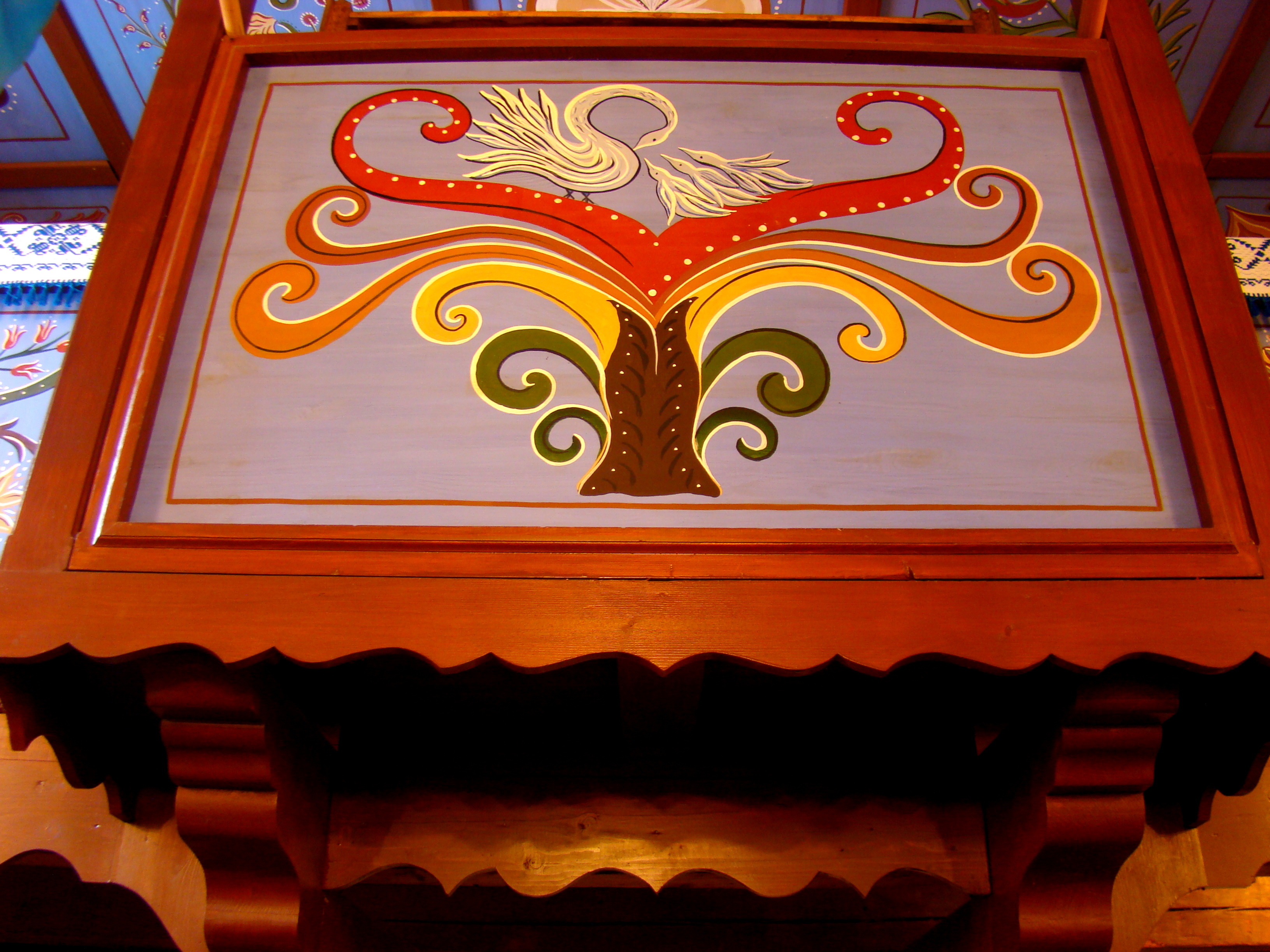
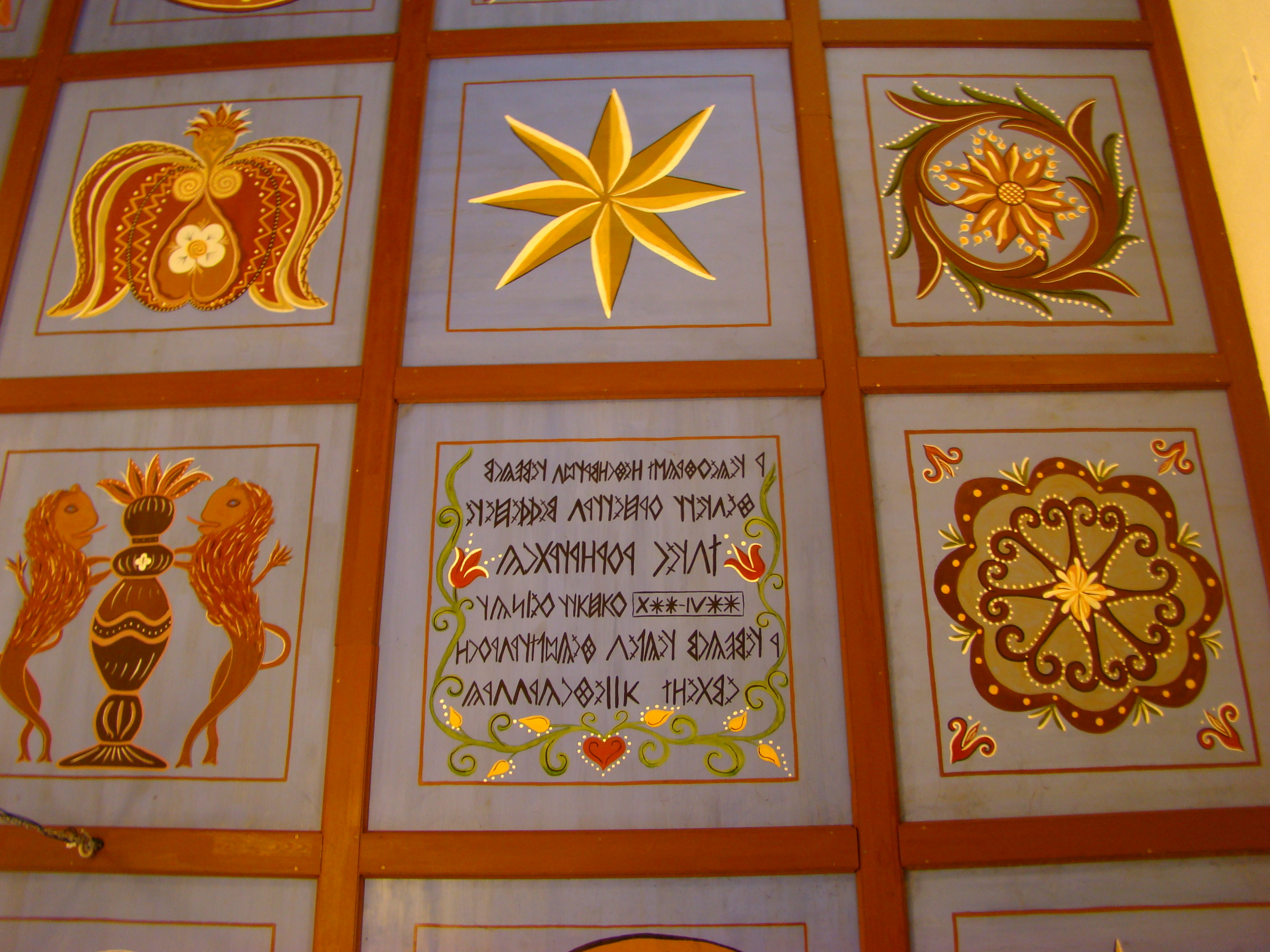
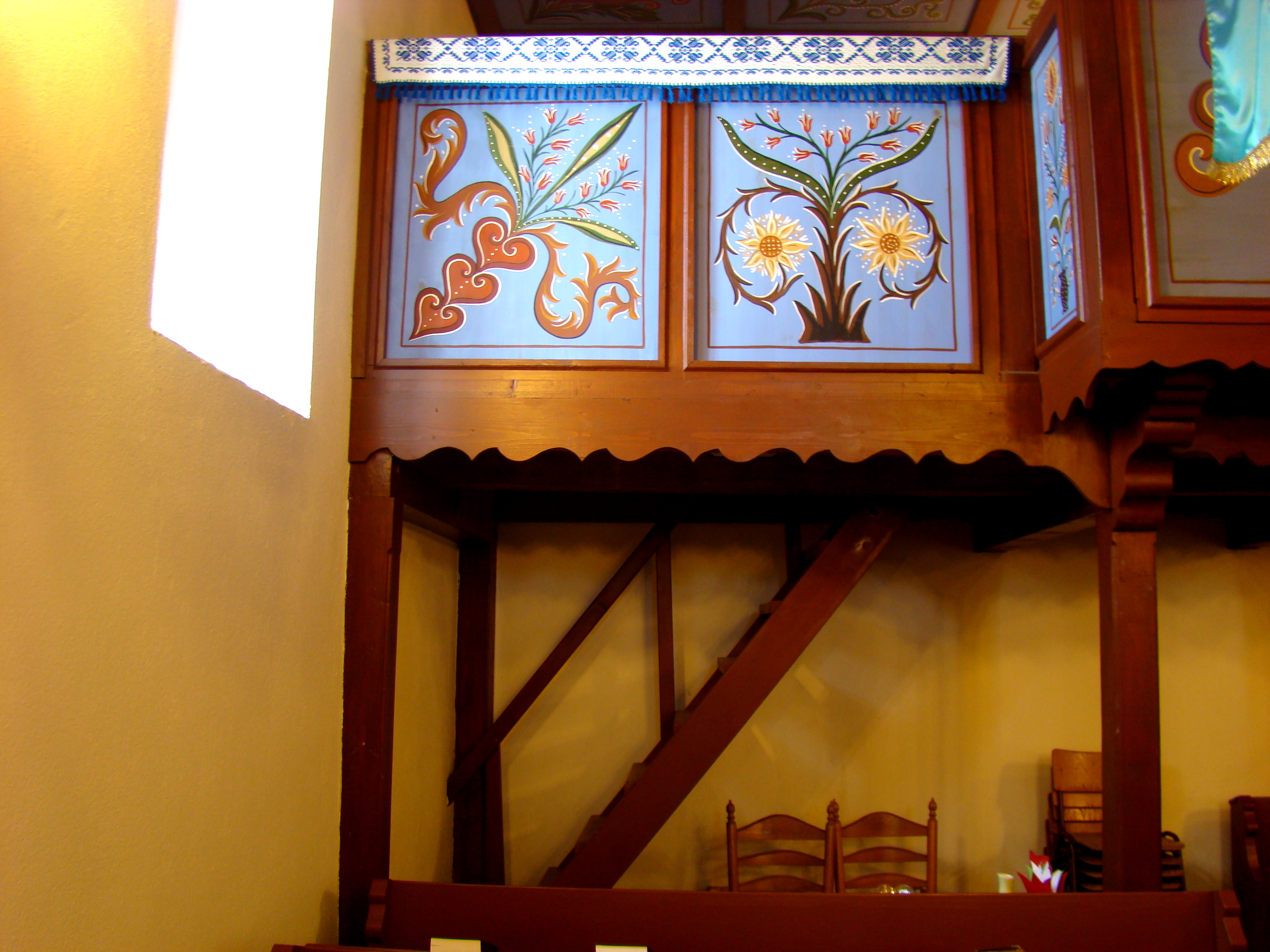
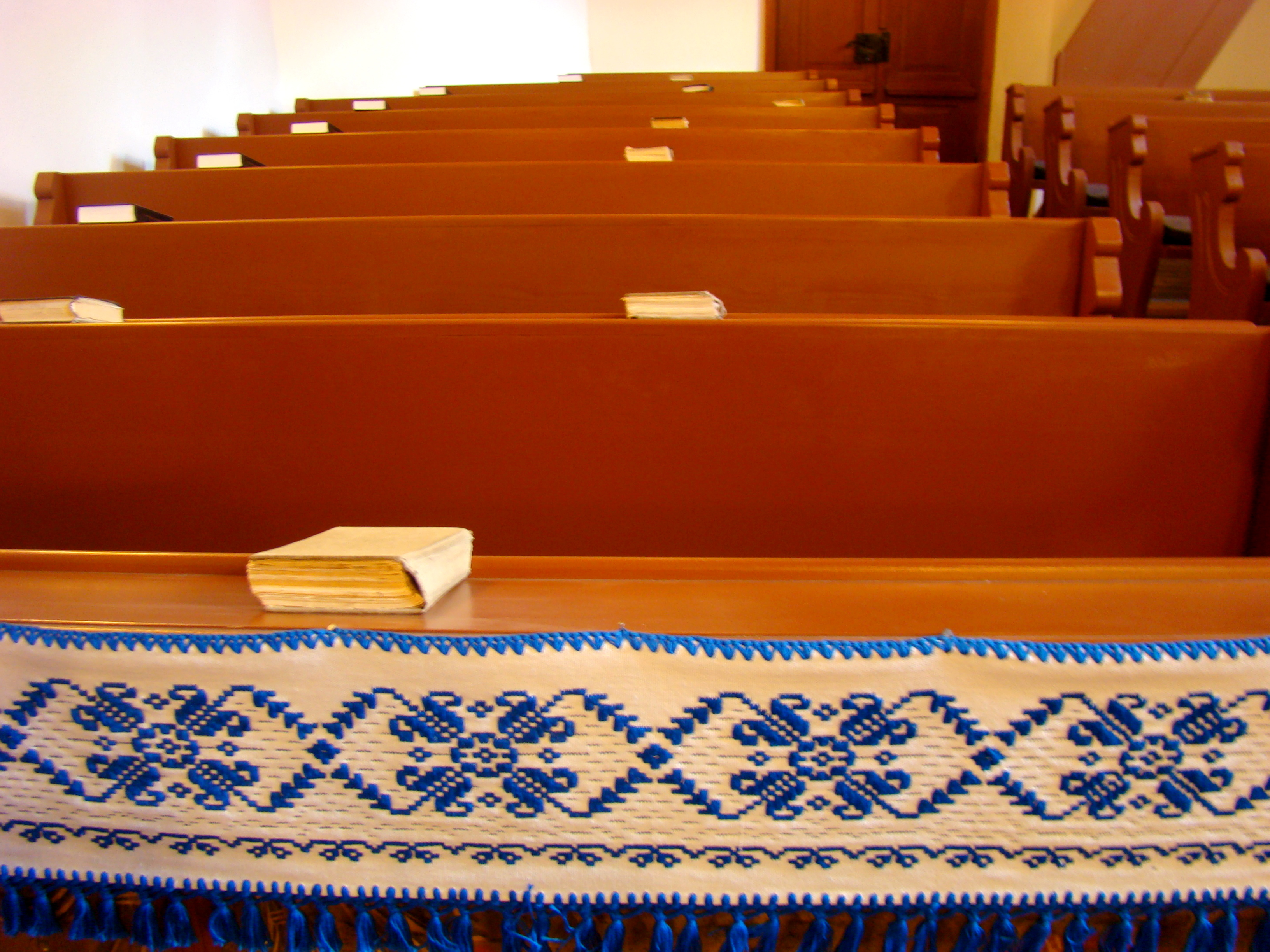
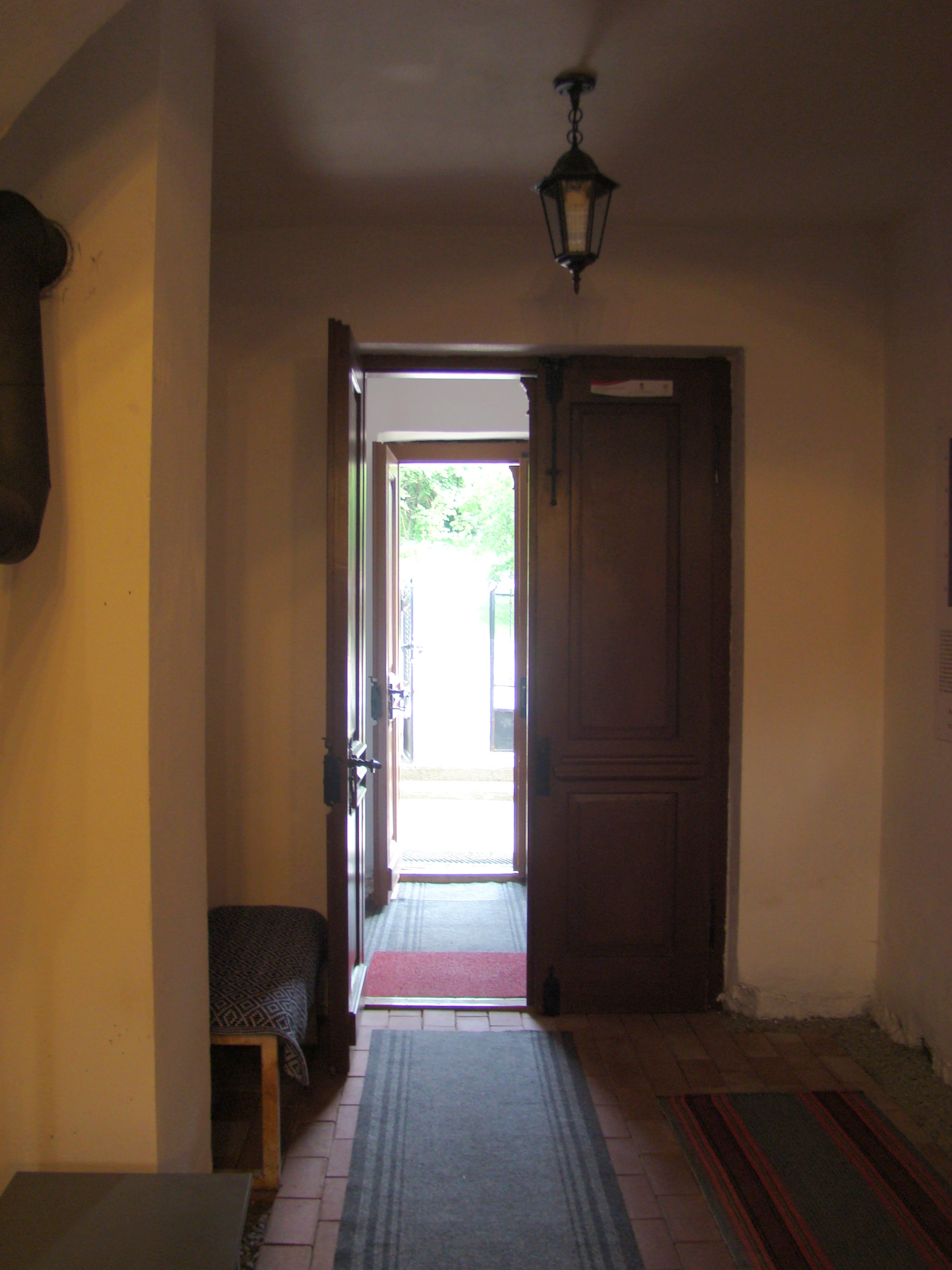

## Vezi și
- Teleac, Harghita